# محمد علي باشا
محمد علي باشا المسعود بن إبراهيم آغا القوللي (بالتركية العثمانية: قوللى محمد على پاشا؛ وبالتركية الحديثة: Kavalalı Mehmet Ali Paşa؛ وبالألبانية: Mehmet Ali Pasha)، الملقب بالعزيز أو عزيز مصر، (4 مارس 1769 – 2 أغسطس 1849) هو مؤسس الأسرة العلوية وحاكم مصر ما بين عامي 1805 إلى 1848، ويشيع وصفه بأنه «مؤسس مصر الحديثة» وهي مقولة كان هو نفسه أول من روج لها واستمرت بعده بشكل منظم وملفت. استطاع أن يعتلي عرش مصر عام 1805 بعد أن بايعه أعيان البلاد ليكون واليًا عليها، بعد أن ثار الشعب على سلفه خورشيد باشا، ومكّنه ذكاؤه واستغلاله للظروف المحيطة به من أن يستمر في حكم مصر لكل تلك الفترة، ليكسر بذلك العادة العثمانية التي كانت لا تترك واليًا على مصر لأكثر من عامين.
خاض محمد علي في بداية فترة حكمه حربًا داخلية ضد المماليك والإنجليز إلى أن خضعت له مصر بالكليّة، ثم خاض حروبًا بالوكالة عن الدولة العثمانية في جزيرة العرب ضد الوهابيين وضد الثوار اليونانيين الثائرين على الحكم العثماني في المورة، كما وسع دولته جنوبًا بضمه للسودان. وبعد ذلك تحول لمهاجمة الدولة العثمانية حيث حارب جيوشها في الشام والأناضول، وكاد يسقط الدولة العثمانية، لولا تعارض ذلك مع مصالح الدول الغربية التي أوقفت محمد علي وأرغمته على التنازل عن معظم الأراضي التي ضمها.
خلال فترة حكم محمد علي، استطاع أن ينهض بمصر عسكريًا وتعليميًا وصناعيًا وزراعيًا وتجاريًا، مما جعل من مصر دولة ذات ثقل في تلك الفترة، إلا أن حالتها تلك لم تستمر بسبب ضعف خلفائه وتفريطهم في ما حققه من مكاسب بالتدريج إلى أن سقطت دولته في 18 يونيو سنة 1953، بإلغاء الملكية وإعلان الجمهورية في مصر.

## نشأته وقدومه إلى مصر

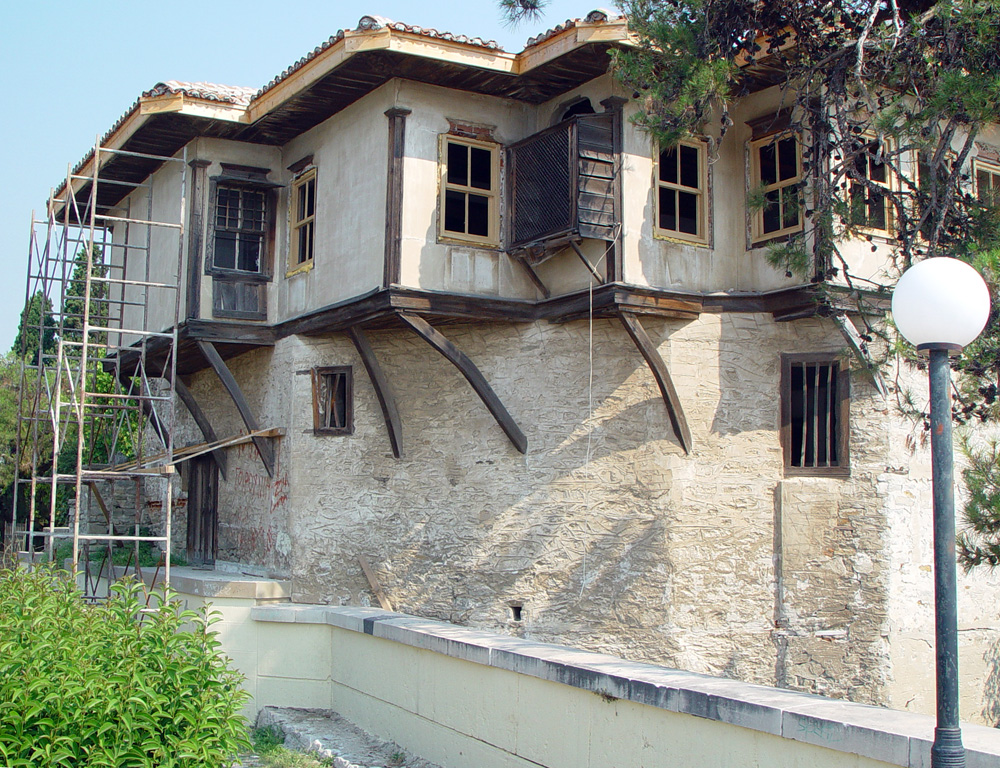
المنزل حيث وُلد محمد علي باشا في مدينة قولة، شمال اليونان حاليًا. احتفظت به الحكومة اليونانية وأجرت عليه بعض التصليحات كي يظل قائمًا، ويُشكل حاليًا معلمًا من معالم المدينة.

ولد في مدينة قولة التابعة لمحافظة مقدونيا شمال اليونان عام 1769، لأسرة ألبانية. كان أبوه «إبراهيم آغا» رئيس الحرس المنوط بخفارة الطريق ببلده، وقيل أن أباه كان تاجر تبغ. كان لوالده سبعة عشر ولدًا لم يعش منهم سواه، وقد مات عنه أبوه وهو صغير السن، ثم لم تلبث أمه أن ماتت فصار يتيم الأبوين وهو في الرابعة عشرة من عمره فكفله عمه «طوسون»، الذي مات أيضًا، فكفله حاكم قولة وصديق والده «الشوربجي إسماعيل» الذي أدرجه في سلك الجندية، فأبدى شجاعة وحسن نظر، فقربه الحاكم وزوجه من امرأة غنية وجميلة تدعى «أمينة هانم»، كانت طالع السعد عليه، وأنجبت له إبراهيم وطوسون وإسماعيل ومن الإناث أنجبت له ابنتين. وحين قررت الدولة العثمانية إرسال جيش إلى مصر لانتزاعها من أيدي الفرنسيين كان هو نائب رئيس الكتيبة الألبانية والتي كان قوامها ثلاثمائة جندي، وكان رئيس الكتيبة هو ابن حاكم قولة الذي لم تكد تصل كتيبته ميناء أبو قير في مصر في ربيع عام 1801، حتى قرر أن يعود إلى بلده فأصبح هو قائد الكتيبة. ووفقًا لكثير ممن عاصروه، لم يكن يجيد سوى اللغة الألبانية، وإن كان قادرًا على التحدث بالتركية.
بعد فشل الحملة الفرنسية على مصر، وانسحابها عام 1801، تحت ضغط الهجوم الإنجليزي على الثغور المصرية، الذي تواكب مع الزحف العثماني على بلاد الشام، إضافة إلى اضطراب الأوضاع في أوروبا في ذلك الوقت. شجع ذلك المماليك على العودة إلى ساحة الأحداث في مصر، إلا أنهم انقسموا إلى فريقين أحدهما إلى جانب القوات العثمانية العائدة لمصر بقيادة إبراهيم بك الكبير والآخر إلى جانب الإنجليز بقيادة محمد بك الألفي. ولم يمض وقت طويل حتى انسحب الإنجليز من مصر وفق معاهدة أميان. أفضى ذلك إلى فترة من الفوضى نتيجة الصراع بين العثمانيين الراغبين في أن يكون لهم سلطة فعلية لا شكلية على مصر، وعدم العودة للحالة التي كان عليها حكم مصر في أيدي المماليك، وبين المماليك الذين رأوا في ذلك سلبًا لحق أصيل من حقوقهم. شمل ذلك الصراع مجموعة من المؤامرات والاغتيالات في صفوف الطرفين، راح ضحيتها أكثر من والٍ من الولاة العثمانيين. خلال هذه الفترة من الفوضى، استخدم محمد علي قواته الألبانية للوقيعة بين الطرفين، وإيجاد مكان له على مسرح الأحداث، كما أظهر محمد علي التودد إلى كبار رجالات المصريين وعلمائهم ومجالستهم والصلاة ورائهم، وإظهار العطف والرعاية لمتاعب الشعب المصري وآلامه، مما أكسبه أيضًا ود المصريين. وفي مارس 1804، تم تعيين والٍ عثماني جديد يدعى «أحمد خورشيد باشا»، الذي استشعر خطورة محمد علي وفرقته الألبانية الذي استطاع أن يستفيد من الأحداث الجارية والصراع العثماني المملوكي، فتمكن من إجلاء المماليك إلى خارج القاهرة، فطلب من محمد علي بالتوجه إلى الصعيد لقتال المماليك، وأرسل إلى الآستانة طالبًا بأن تمده بجيش من «الدلاة».(1) وما أن وصل هذا الجيش حتى عاث في القاهرة فسادًا مستوليا على الأموال والأمتعة ومعتديا على الأعراض، مما أثار غضب الشعب، وطالب زعماؤه الوالي خورشيد باشا بكبح جماح تلك القوات، إلا أنه فشل في ذلك، مما أشعل ثورة الشعب التي أدت إلى عزل الوالي، واختار زعماء الشعب بقيادة عمر مكرم -نقيب الأشراف- محمد علي ليجلس محله. وفي 9 يوليو 1805، وأمام حكم الأمر الواقع، أصدر السلطان العثماني سليم الثالث فرمانًا سلطانيًا بعزل خورشيد باشا من ولاية مصر، وتولية محمد علي على مصر.

## تولي العرش

### خطر الألفي
بعد أن بايعه أعيان الشعب في دار المحكمة ليكون واليًا على مصر في 17 مايو سنة 1805م والذي أقره فيها الفرمان السلطاني الصادر في 9 يوليو من نفس العام، كان على محمد علي أن يواجه الخطر الأكبر المحدق به، ألا وهو المماليك بزعامة محمد بك الألفي الذي كان المفضل لدى الإنجليز منذ أن ساندهم عندما أخرجوا الفرنسيين من مصر. ولم يمض سوى 3 أشهر حتى قرر المماليك مهاجمة القاهرة، وراسلوا بعض رؤساء الجند لينضموا إليهم عند مهاجمة المدينة. علم محمد علي بما يدبر له، فطالب من رؤساء الجند مجاراتهم واستدراجهم لدخول المدينة. وفي يوم الاحتفال بوفاء النيل عام 1805، هاجم ألف من المماليك القاهرة، ليقعوا في الفخ الذي نصبه محمد علي لهم، وأوقع بهم خسائر فادحة، مما اضطرهم للانسحاب. حينئذ، استغل محمد علي الفرصة، وطاردهم حتى أجلاهم عن الجيزة، فتقهقروا إلى الصعيد الذي كان ما زال في أيديهم.
وفي أوائل عام 1806م، أنفذ محمد علي جيشًا لمحاربة المماليك في الصعيد بقيادة حسن باشا قائد الفرقة الألبانية، الذي اشتبك مع قوات محمد بك الألفي الأكثر عددًا في الفيوم، وانهزمت قوات محمد علي مما أدى إلى انسحابها إلى جنوب الجيزة، ثم فرّت جنوبًا إلى بني سويف من أمام قوات محمد بك الألفي الزاحفة نحو الجيزة. تزامن ذلك مع زحف قوات إبراهيم بك الكبير وعثمان بك البرديسي من أسيوط لاحتلال المنيا، التي كانت بها حامية تابعة لمحمد علي، إلا أن قوات حسن باشا دعّمت الحامية وأوقفت زحف قوات المماليك إلى المنيا.
في تلك الأثناء، صدر فرمان سلطاني بعزل محمد علي من ولاية مصر، وتوليته ولاية سلانيك. أظهر محمد على الامتثال للأمر واستعداده للرحيل، إلا أنه تحجج بأن الجند يرفضون رحيله قبل سداد الرواتب المتأخرة. وفي الوقت نفسه، لجأ إلى عمر مكرم نقيب الأشراف الذي كان له دور في توليته الحكم ليشفع له عند السلطان لإيقاف الفرمان. فأرسل علماء مصر وأشرافها رسالة للسلطان، يذكرون فيها محاسن محمد علي وما كان له من يد في دحر المماليك، ويلتمسون منه إبقائه واليًا على مصر. فقبلت الآستانة ذلك على أن يؤدي محمد علي 4,000 كيس،(2) ويرسل ابنه إبراهيم رهينة في الآستانة إلى أن يدفع هذا الفرض.
بعد أن توجه محمد بك الألفي إلى الجيزة، لم يهاجم القاهرة وإنما توجه إلى دمنهور بناءً على اتفاق سري بينه وبين حلفائه الإنجليز، ليتخذها مركزًا لتجميع قواته، فحاصرها إلا أن أهالي المدينة وحاميتها استبسلوا في الدفاع عنها. وعندما بلغ محمد علي أنباء حصار دمنهور، أرسل جزءًا من جيشه لمواجهة قوات محمد بك الألفي، فوصلت إلى الرحمانية في أواخر شهر يوليو من عام 1806، واشتبكوا مع قوات الألفي بالنجيلة وهي قرية بالقرب من الرحمانية، وتعرض جيش محمد علي للمرة الثانية للهزيمة، وانسحبوا إلى منوف. عاد الألفي لحصار دمنهور، إلا أنه لم يبلغ منها منالاً، فقد طال الحصار فتألّب عليه جنوده متذمرين، مما اضطره لفك الحصار والانسحاب إلى الصعيد. وسرعان ما جاءت محمد علي أنباء وفاة عثمان بك البرديسي أحد أمراء مماليك الصعيد، ثم أنباء وفاة الألفي أثناء انسحابه، فاغتبط لذلك. سرعان ما جرد جيشًا وتولى قيادته لمحاربة المماليك في الصعيد. استطاع جيش محمد علي أن يهزم المماليك في أسيوط، ويجليهم عنها، واتخذ منها مقرًا لمعسكره حيث جاءته أنباء الحملة الإنجليزية.

### حملة فريزر
في إطار الحرب الإنجليزية العثمانية، وجهت إنجلترا حملة من 5,000 جندي بقيادة الفريق أول فريزر، لاحتلال الإسكندرية لتأمين قاعدة عمليات ضد الدولة العثمانية في البحر المتوسط، كجزء من إستراتيجية أكبر ضد التحالف الفرنسي العثماني.
أنزلت الحملة جنودها في شاطئ العجمي في 17 مارس سنة 1807، ثم زحفت القوات لاحتلال الإسكندرية، التي سلمها محافظ المدينة «أمين آغا»(3) إلى القوات البريطانية دون مقاومة، فدخلوها في 21 مارس. وهناك بلغتهم أنباء وفاة حليفهم الألفي، فأرسل فريزر إلى خلفاء الألفي في قيادة المماليك ليوافوه بقواتهم إلى الإسكندرية. وفي الوقت ذاته، راسلهم محمد علي ليهادنهم، إلا أنهم خشوا أن يتهموا بالخيانة، فقرروا الانضمام لقوات محمد علي، وإن كانوا يضمرون أن يسوّفوا حتى تتضح نتائج الحملة ليقرروا مع من ينضموا. قرر فريزر احتلال رشيد والرحمانية، لقطع طريق التعزيزات التي قد تأتي إلى المدينة عبر نهر النيل.
وفي 31 مارس، أرسل فريزر 1,500 جندي بقيادة اللواء «باتريك ويشوب» لاحتلال رشيد، فاتّفقت حامية المدينة بقيادة «علي بك السلانكلي» والأهالي على استدراج الإنجليز لدخول المدينة دون مقاومة، حتى ما أن دخلوا شوارعها الضيقة، حتى انهالت النار عليهم من الشبابيك وأسقف المنازل، وانسحب من نجا منهم إلى أبو قير والإسكندرية، بعد أن خسر الإنجليز في تلك الواقعة نحو 185 قتيل و300 جريح، إضافة إلى عدد من الأسرى. أرسلت الحامية الأسرى ورؤوس القتلى إلى القاهرة، وهو ما قوبل باحتفال كبير في القاهرة.
ولأهمية المدينة، أرسل فريزر في 3 أبريل جيشًا آخر قوامه 2,500 جندي بقيادة الفريق أول ويليام ستيوارت، ليستأنف الزحف على المدينة، فضرب عليها في 7 أبريل حصارًا وضربها بالمدافع، وأرسل ستيوارت قوة فاحتلت قرية «الحمّاد» لتطويق رشيد، ومنع وصول الإمدادات للمدينة. وفي 12 أبريل، عاد محمد علي من الصعيد، واطلع على الأخبار وقرر إرسال جيش من 4,000 من المشاة و1,500 من الفرسان بقيادة نائبه «طبوز أوغلي»، لقتال الإنجليز. صمدت المدينة لمدة 13 يومًا، حتى وصل الجيش المصري في 20 أبريل، مما اضطر ستيوارت إلى الانسحاب. كما أرسل رسولاً إلى النقيب «ماكلويد» قائد القوة التي احتلّت الحمّاد يأمره بالانسحاب، إلا أنه لم يتمكن من الوصول. وفي اليوم التالي، حوصرت القوة المؤلفة من 733 جنديًا في الحمّاد. بعد مقاومة عنيفة، وقعت القوة بين قتيل وأسير. فعاد ستيوارت إلى الإسكندرية ببقية قواته، بعد أن فقد أكثر من 900 من رجاله بين قتيل وجريح وأسير.
تابعت قوات محمد علي زحفها نحو الإسكندرية، وحاصروها. وفي 14 سبتمبر سنة 1807، تم عقد صلح بعد مفاوضات بين الطرفين، نص على وقف القتال في غضون 10 أيام، وإطلاق الأسرى الإنجليز، على أن تخلي القوات الإنجليزية المدينة، والتي رحلت إلى صقلية في 25 سبتمبر. وبذلك تخلص محمد علي من واحد من أكبر المخاطر التي كادت تطيح بحكمه في بدايته.

### التخلص من الزعامة الشعبية

نقيب الأشراف والزعيم الوطني الكبير الشيخ عمر مكرم، خلعه محمد علي باشا من نقابة الأشراف في محاولة للتخلص من كبار الزعماء الشعبيين وتوطيد حكمه في البلاد.

على الرغم من المساعدات التي قدمتها الزعامة الشعبية بقيادة نقيب الأشراف عمر مكرم، لمحمد علي بدءً بالمناداة به واليًا، ثم التشفع له عند السلطان لإبقائه واليًا على مصر. وبالرغم من الوعود والمنهج الذي اتبعه محمد علي في بداية فترة حكمه مع الزعماء الشعبيين، بوعده بالحكم بالعدل ورضائه بأن تكون لهم سلطة رقابية عليه، إلا أن ذلك لم يدم. بمجرد أن بدء الوضع في الاستقرار النسبي داخليًا، بالتخلص من الألفي وفشل حملة فريزر وهزيمة المماليك وإقصائهم إلى جنوب الصعيد، حتى وجد محمد علي أنه لن تطلق يده في الحكم، حتى يزيح الزعماء الشعبيين. تزامن ذلك مع انقسام علماء الأزهر حول مسألة من يتولى الإشراف على أوقاف الأزهر بين مؤيدي الشيخ عبد الله الشرقاوي ومؤيدي الشيخ «محمد الأمير».
وفي شهر يونيو من عام 1809، فرض محمد علي ضرائب جديدة على الشعب، فهاج الناس ولجأوا إلى عمر مكرم الذي وقف إلى جوار الشعب وتوعد بتحريك الشعب إلى ثورة عارمة ونقل الوشاة الأمر إلى محمد علي. استغل محمد علي محاولة عدد من المشايخ والعلماء للتقرب منه وغيرة بعض الأعيان من منزلة عمر مكرم بين الشعب كالشيخ محمد المهدي والشيخ محمد الدواخلي، فاستمالهم محمد علي بالمال ليوقعا بعمر مكرم. وكان محمد علي قد أعد حسابًا ليرسله إلى الدولة العثمانية يشتمل علي أوجه الصرف، ويثبت أنه صرف مبالغ معينة جباها من البلاد بناء علي أوامر قديمة وأراد يبرهن علي صدق رسالته، فطلب من زعماء المصريين أن يوقعوا علي ذلك الحساب كشهادة منهم على صدق ما جاء به. إلا أن عمر مكرم امتنع عن التوقيع وشكك في محتوياته.
فأرسل يستدعي عمر مكرم إلى مقابلته، فامتنع عمر مكرم، قائلاً «إن كان ولا بد، فاجتمع به في بيت السادات.» وجد محمد علي في ذلك إهانة له، فجمع جمعًا من العلماء والزعماء، وأعلن خلع عمر مكرم من نقابة الأشراف وتعيين الشيخ السادات، معللاً السبب أنه أدخل في دفتر الأشراف بعض الأقباط واليهود نظير بعض المال، وأنه كان متواطئًا مع المماليك حين هاجموا القاهرة يوم وفاء النيل عام 1805، ثم أمر بنفيه من القاهرة إلى دمياط. وبنفي عمر مكرم اختفت الزعامة الشعبية الحقيقية من الساحة السياسية، وحل محله مجموعة من المشايخ الذين كان محمد علي قادرًا على السيطرة عليهم إما بالمال أو بالاستقطاعات، وهم الذين سماهم الجبرتي «مشايخ الوقت».

### مذبحة القلعة

مذبحة المماليك في القاهرة، ويبدو محمد علي باشا جالسًا.

بالرغم من أن محمد علي استطاع هزيمة المماليك، وإبعادهم إلى جنوب الصعيد. إلا أنه ظل متوجسًا من خطورتهم، لذا لجأ إلى إستراتيجية بديلة وهي التظاهر بالمصالحة واستمالتهم بإغداق المال والمناصب والاستقطاعات عليهم، حتى يستدرجهم للعودة إلى القاهرة. كان ذلك طعمًا ابتلعه الجانب الأكبر من المماليك، الذين استجابوا للدعوة مفضلين حياة الرغد والترف على الحياة القاسية والمطاردة من قبل محمد علي. إلا أن بعض زعماء المماليك مثل إبراهيم بك الكبير وعثمان بك حسن ورجالهم، لم يطمئنوا إلى هذا العرض، وفضلوا أن يبقوا في الصعيد.

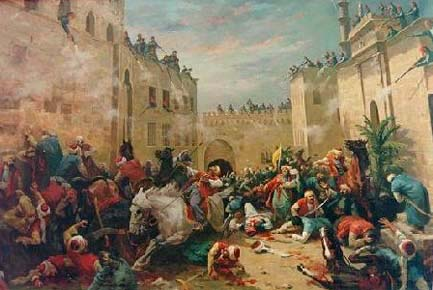
الجنود المصريون وقد أحاطوا بالمماليك من كل جانب وأمطروهم بوابل من الرصاص. بريشة إميل جان هوراس ڤيرنت.

في ديسمبر من عام 1807، تلقّى محمد علي أمرًا سلطانيًا من السلطان العثماني مصطفى الرابع، بتجريد حملة لمحاربة الوهابيين الذين سيطروا على الحجاز، مما أفقد العثمانيين السيطرة على الحرمين الشريفين، وبالتالي هدد السلطة الدينية للعثمانيين. إلا أن محمد علي ظل يتحجج بعدم استقرار الأوضاع الداخلية في مصر، بسبب حروبه المستمرة مع المماليك. لكن بعد تظاهره بالمصالحة مع المماليك، لم يبق أمام محمد علي ما يمنعه من تجريد تلك الحملة، لذا قرر محمد علي أن يجرّد حملة بقيادة ابنه أحمد طوسون لقتال الوهابيين. كان في تجريد تلك الحملة ورحيل جزء كبير من قوات محمد علي خطر كبير على استقرار أوضاعه في مصر، فوجود المماليك بالقرب من القاهرة، قد يشجعهم على استغلال الفرصة لينقضوا على محمد علي وقواته. لذا لجأ محمد علي إلى الحيلة، فأعلن محمد على عن احتفال في القلعة بمناسبة إلباس ابنه طوسون خلعة قيادة الحملة على الوهابيين، وحدد له الأول من مارس سنة 1811، وأرسل يدعو الأعيان والعلماء والمماليك لحضور الاحتفال. لبى المماليك الدعوة، وما أن انتهى الاحتفال حتى دعاهم محمد علي إلى السير في موكب ابنه. تم الترتيب لجعل مكانهم في وسط الركب، وما أن وصل المماليك إلى طريق صخري منحدر يؤدي إلى باب العزب المقرر أن تخرج منه الحملة، حتى أغلق الباب فتكدست خيولهم بفعل الانحدار، ثم فوجئوا بسيل من الرصاص انطلق من الصخور على جانبي الطريق ومن خلفهم يستهدفهم. راح ضحية تلك المذبحة المعروفة بمذبحة القلعة كل من حضر من المماليك، وعددهم 470 مملوك، ولم ينج من المذبحة سوى مملوك واحد يدعى «أمين بك»، (4) الذي استطاع أن يقفز من فوق سور القلعة. بعد ذلك أسرع الجنود بمهاجمة بيوت المماليك، والإجهاز على من بقي منهم، وسلب ونهب بيوتهم، بل امتد السلب والنهب إلى البيوت المجاورة، ولم تتوقف تلك الأعمال إلا بنزول محمد علي وكبار رجاله وأولاده في اليوم التالي، وقد قُدّر عدد من قتلوا في تلك الأحداث نحو 1000 مملوك.
تعرض محمد علي للعديد من الانتقادات من المؤرخين الغربيين بسبب غدره بالمماليك في تلك المذبحة، (5) بينما عدها البعض مثل محمد فريد إحدى أفعال محمد علي الحسنة التي خلّص بها مصر من شر المماليك. بتخلص محمد علي من معظم المماليك، انسحب المماليك الذين بقوا في الصعيد إلى دنقلة، وبذلك أصبح لمحمد علي كامل السيطرة على مصر.

## فترة خدمة السلطنة

### الحرب الوهابية العثمانية

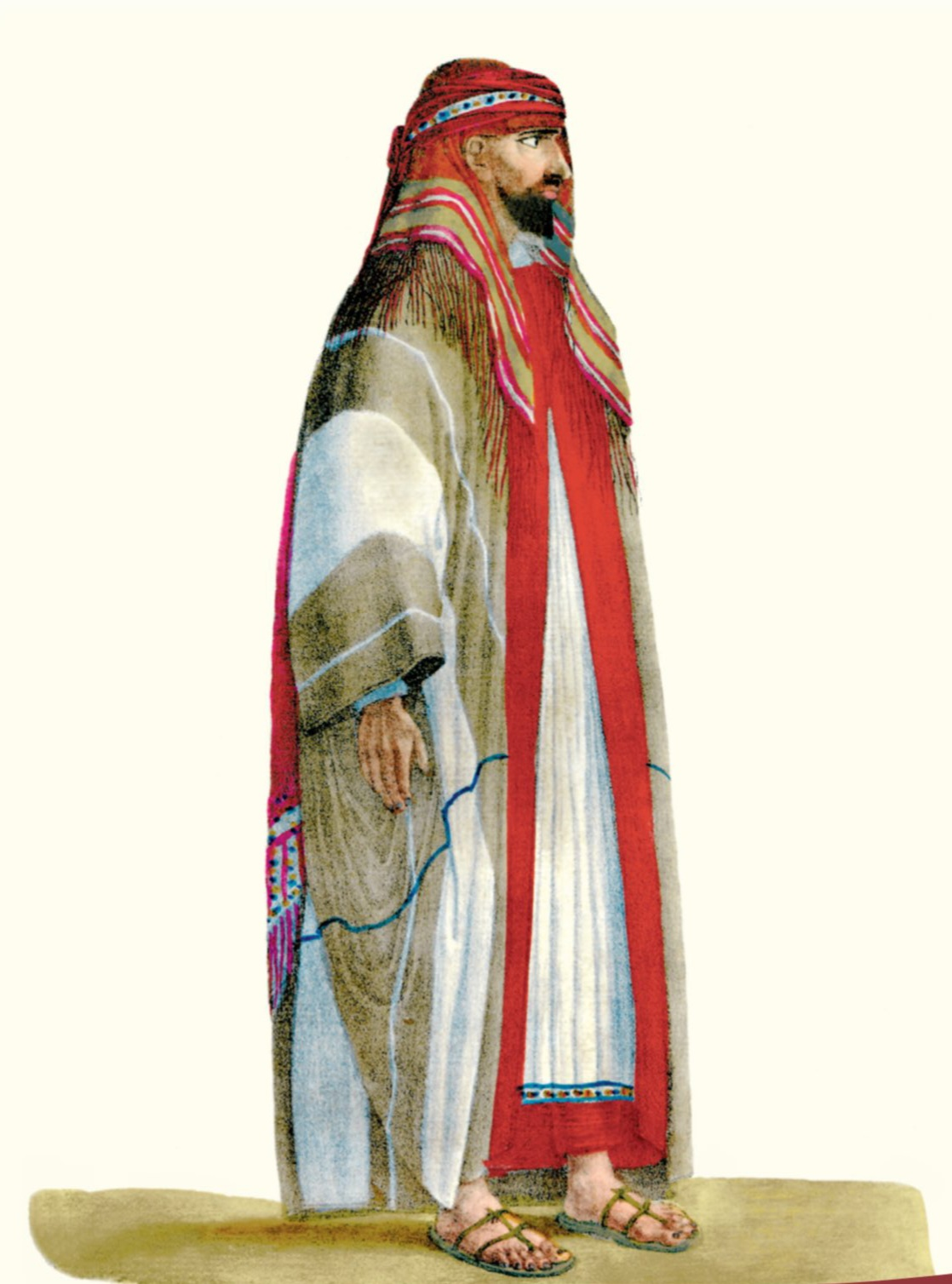
الأمير عبد الله بن سعود الكبير بن عبد العزيز آل سعود، آخر أمراء الدولة السعودية الأولى، قاتل الجيش المصري حتى هُزم عام 1818، وأُعدم في الآستانة.

ظهر عجز الدولة العثمانية، منذ أوائل القرن التاسع عشر، في إخماد الثورات التي قامت في وجهها، فاستنجدت بولاتها لإخمادها، ومن هذه الثورات التي أقضّت مضاجع الدولة: الثورة اليونانية والحركة الوهّابية في شبه الجزيرة العربية.(6) حقّقت الدعوة الوهّابية نجاحًا في نجد، واحتضنها أمير الدرعية محمد بن سعود بن محمد آل مقرن، وتجاوزتها إلى بعض أنحاء الحجاز واليمن وعسير وأطراف العراق والشام، واستولى الوهابيون على مكة والطائف والمدينة المنورة، حتى بدا خطرها واضحًا على الوجود العثماني في أماكن انتشارها، بل في المشرق العربي والعالم الإسلامي، وأدّت دورًا هامًا في تطور الفكر الإسلامي الحديث، حيث تُعدّ أول حركة إصلاحية سلفية في العصر الحديث، كما أنها أولى الحركات الإصلاحية التجديدية التي ظهرت في الدولة العثمانية.
وشعرت الدولة العثمانية بخطورة تلك الحركة، وأدركت أن نجاحها سوف يؤدي إلى فصل الحجاز وخروجه من يدها، وبالتالي خروج الحرمين الشريفين، ما يفقدها الزعامة التي تتمتع بها في العالم الإسلامي بحكم إشرافها على هذين الحرمين، في وقت كانت قد بدأت تسعى فيه إلى التغلب على عوامل الضعف الداخلية، وتقوية الصلات بينها وبين أنحاء العالم الإسلامي بوصفها مركز الخلافة الإسلامية. شكّلت كل هذه العوامل حافزًا للدولة العثمانية للوقوف في وجه الدعوة الوهّابية ومواجهتها للحد من انتشارها، فحاولت في بادئ الأمر عن طريق ولاة بغداد ودمشق لكنها فشلت، فوقع اختيارها على محمد علي باشا، فأعدّ هذا حملة عسكرية بقيادة ابنه أحمد طوسون دخلت ينبع وبدر، إلا أنها انهزمت في معركة وادي الصفراء. لم يستثمر الوهّابيون انتصارهم في الصفراء، وقبعوا في معاقلهم، ما أعطى طوسون الفرصة لإعادة تنظيم صفوف قواته، كما طلب إمدادات من القاهرة، وأخذ يستميل القبائل الضاربة بين ينبع والمدينة المنورة بالمال والهدايا، ونجح في سياسته هذه التي مهّدت له السبيل لاستعادة المدينة المنورة ومكة والطائف، لكن الوهّابيين عادوا وانتصروا في تَرَبة والحناكية وقطعوا طرق المواصلات بين مكة والمدينة، وانتشرت الأمراض في صفوف الجيش المصري، وأصاب الجنود الإعياء نتيجة شدة القيظ وقلة المؤونة والماء، ما زاد موقف طوسون حرجًا، فرأى بعد تلك الخسائر، أن يلزم خطة الدفاع، وأرسل إلى والده يطلب المساعدة.
قرر محمد علي باشا أن يسير بنفسه إلى الحجاز لمتابعة القتال والقضاء على الوهّابيين، وبسط نفوذ مصر في شبه الجزيرة العربية، فغادر مصر، في 26 أغسطس سنة 1812م، الموافق فيه 17 شعبان سنة 1227هـ، على رأس جيش آخر ونزل في جدة ثم غادرها إلى مكة وهاجم معاقل الوهّابيين، إلا أنه فشل في توسيع رقعة انتشاره، فأخلى القنفذة بعد أن كان قد دخلها، وانهزم ابنه طوسون في تَرَبة مرة أخرى. كان من الطبيعي بعد هذه الهزائم المتكررة ومناوشات الوهّابيين المستمرة لوحدات الجيش المصري، أن يطلب محمد علي باشا المدد من مصر، ولمّا وصلت المساعدات، وفيما كان يتأهب للزحف توفي خصمه سعود في 27 أبريل سنة 1814م، الموافق فيه 6 جمادى الأولى سنة 1229هـ، وخلفه في الإمارة ابنه عبد الله. ويبدو أن هذا الأمير لم يملك قدرات عسكرية تُمكنه من درء الخطر المصري ما أدى إلى تداعي الجبهة الوهّابية، فصبّت هذه الحادثة في مصلحة محمد علي باشا الذي تمكّن من التغلب على جيش وهّابي في بسل، وسيطر على تَرَبة ودخل ميناء القنفذة، في حين سيطر طوسون على القسم الشمالي من نجد.

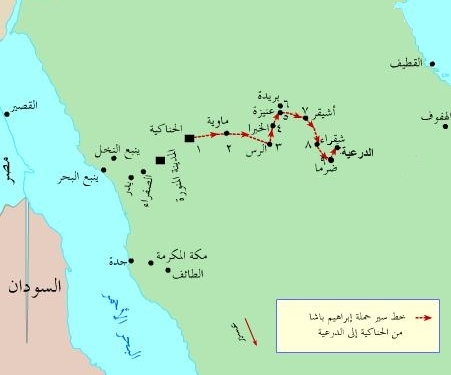
خط سير حملة إبراهيم باشا من الحناكية إلى الدرعية.

عند هذه المرحلة من تطوّر المشكلة الوهّابية، اضطر محمد علي باشا أن يغادر شبه الجزيرة العربية ويعود إلى مصر للقضاء على حركة تمرد استهدفت حكمه، وبعد القضاء على هذه الحركة استأنف حربه ضدّ الوهّابيين، فأرسل حملة عسكرية أخرى إلى شبه الجزيرة بقيادة ابنه إبراهيم باشا في 5 سبتمبر سنة 1816م، الموافق فيه 12 شوّال سنة 1231هـ. تمكّن إبراهيم باشا، بعد اصطدامات ضارية مع الوهّابيين، من الوصول إلى الدرعية وحاصرها، فاضطر عبد الله بن سعود إلى فتح باب المفاوضات، واتفق الطرفان على تسليم الدرعية إلى الجيش المصري، شرط عدم تعرضه للأهالي، وأن يُسافر عبد الله بن سعود إلى الآستانة لتقديم الولاء للسلطان، وأن يردّ الوهّابيون الكوكب الدري، وما بقي بحوزتهم من التحف والمجوهرات التي أخذوها حين استولوا على المدينة المنورة. وعمد إبراهيم باشا، بعد تسلمه الدرعية، إلى هدمها. وهكذا انتهت الحرب الوهّابية التي خاضها الجيش المصري في شبه الجزيرة العربية، وعاد إبراهيم باشا إلى مصر.

### ضم السودان
كانت الحملة التالية في حملات محمد علي هي الحملة التي جردها لضمّ السودان. كانت أهداف محمد علي غير المعلنة من تلك الحملة السعي وراء الذهب والماس الذي تناقل الناس أنه موجود في أصقاع السودان وخاصة سنار، ولاتخاذ جنود سودانيين في الجيش النظامي المصري لما عرف عنهم من صبر وشجاعة وطاعة، والتخلص من بقية جنود الفرق غير النظامية في الجيش المصري التي كانت تثير القلاقل ومصدر متاعب لمحمد علي. أما السبب الظاهري لتلك الحملة، فكان القضاء على البقية الباقية من المماليك الذين فروا إلى دنقلة.
انطلقت الحملة المؤلفة من 4,000 جندي في مراكب نيلية في 20 يوليو سنة 1820، بقيادة إسماعيل باشا ثالث أبناء محمد علي. سارت الحملة جنوبًا، فانحدرت من أسوان إلى وادي حلفا إلى دنقلة، حيث واجهت المماليك وهزمتهم دون مقاومة تذكر. وفي 4 نوفمبر من نفس العام، واجهت جمعًا من السودانيين بأسلحة بدائية وهزمهم في كورتي. ثم واصل الجيش المصري الزحف، فاستولى على بربر في 10 مارس سنة 1821، ثم شندي الذي أعلن ملكها نمر استسلامه أمام الجيش الزاحف، ثم استولوا بعد ذلك على أم درمان، فاجتازوها وبالقرب منها أسسوا مدينة الخرطوم لتكون قاعدة عسكرية للقوات المصرية.
وجه بعد ذلك إسماعيل باشا نسيبه محمد بك الدفتردار في حملة لضم كردفان. وفي شهر أبريل من عام 1821، اشتبكت قوات الدفتردار مع قوات محمد الفضل سلطان كردفان في بارا، فانتصر الدفتردار ودخل مدينة الأبيض، ليضم بذلك كردفان للأراضي الخاضعة للسلطة المصرية. سار إسماعيل ببقية جيشه لضم مملكة سنار، فاستولى على مدينة ود مدني، فقدم ملكها الملك «بادي» ولاءه للجيش المصري، فدخل المصريون سنار في 12 يونيو 1821.
وفي أثناء وجود الجيش في سنار انتشر المرض بين الجنود، فاضطر إسماعيل إلى طلب المدد من أبيه، فأمدّه بقوات بقيادة أخيه الأكبر إبراهيم باشا، واتفقا على تقسيم العمل بينهما، فكانت مهمة إسماعيل الزحف بجيشه على منطقة النيل الأزرق، بينما اتجه إبراهيم لضم بلاد الدنكا واستكشاف أعالي النيل. فواصل إسماعيل زحفه في منطقة النيل الأزرق حتى وصل إلى فازوغلي في شهر يناير من عام 1822. أما إبراهيم فأكرهه المرض على العودة إلى مصر.
بدأت الثورات تظهر في مختلف المناطق بسبب الازدياد المتواصل في الضرائب التي فرضها المصريون على السودانيين، وما أن وصل إسماعيل باشا إلى شندي في ديسمبر من عام 1822، حتى أمر الملك نمر بالمثول أمامه وبدأ في تأنيبه واتهامه بإثارة القلاقل، ثم عاقبه بأن أمره أن يدفع غرامة فادحة وألف من العبيد، فأظهر الملك نمر الامتثال ولم تمض أيام حتى دعا إسماعيل باشا وكبار رجاله إلى وليمة، وبعد أن أثقلهم بالطعام والشراب، أمر بإشعال النار في المكان، وأمر جنوده برمي كل من يحاول الهرب بالسهام والنبال، فمات إسماعيل ورجاله خنقًا وحرقًا. فلما بلغ محمد بك الدفتردار الخبر، زحف إلى شندي وأسرف في القتل والسبي، وتعقّب الملك نمر إلا أنه لم يدركه حيث فر إلى حدود الحبشة. بعد ذلك استقرت الأوضاع في السودان ودان لحكم محمد علي.

### حرب المورة
كانت بلاد اليونان، حتى أوائل القرن التاسع عشر، جزءًا من السلطنة العثمانية، وفي هذه الفترة ظهرت في البلاد بوادر الثورة ضد الحكم العثماني، بفعل أربعة عوامل: تطوّر المجتمع اليوناني بفعل الرخاء الاقتصادي الذي نجم عن الحروب النابليونية، وانتشار الأفكار الأوروبية وبخاصة أفكار الثورة الفرنسية، وردود الفعل الآيلة ضد المركزية العثمانية، والتدخل الأوروبي المباشر. وأخذت الحركات الثورية والجمعيات السياسية السريّة والعلنية تُشكل خطرًا على وحدة الدولة العثمانية بدءً من عام 1820، واتخذت مراكز لها في كل من روسيا والنمسا لتكون على اتصال وثيق بالحكومات الأوروبية من جهة، وبمنجاة من اضطهاد الحكّام العثمانيين من جهة أخرى. وكان بعض هذه الجمعيات، مثل «الجمعية الأخوية» (باليونانية: Φιλική Εταιρεία أو Εταιρεία των Φιλικών؛ نقحرة: فيلكي إيتريا)، يدعو إلى إحياء الإمبراطورية البيزنطية والاستيلاء على العاصمة الآستانة، وإخراج المسلمين من أوروبا ودفعهم إلى آسيا. وقد اتخذت الثورة في إقليم المورة بالذات طابعًا دينيًا، رافعة شعارًا هو: الإيمان والحرية والوطن. واجهت الدولة العثمانية مصاعب كبيرة في محاربة الثوّار، نظرًا لكثرة الجزر ولوعورة المسالك التي اشتهرت بها بلاد اليونان، بفعل معرفة اليونانيين كيفية الاستفادة منها إستراتيجيًا ضد القوّات العثمانية. وعندما تفاقم خطر الثورة، طلب السلطان محمود الثاني من محمد علي باشا أن يُرسل قواته إلى اليونان لإخضاع الثوّار.

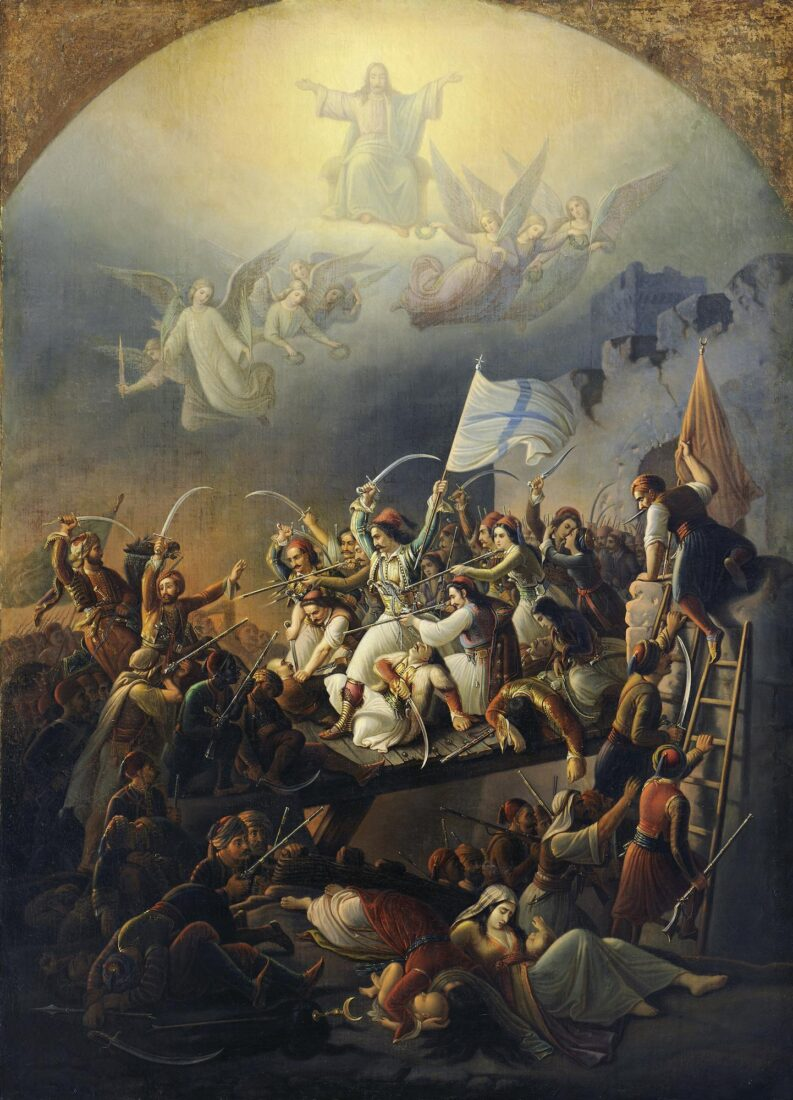
لوحة الغارة على ميسولونغي، يظهر فيها الثوّار اليونانيون وهم يُقاتلون الجيش المصري والعثماني. بريشة ثيودور ڤريزاكيس (1855).

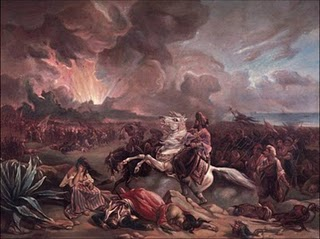
لوحة إبراهيم يُهاجم ميسولونغي، وهي تُظهر الهجوم المصري على المدينة بقيادة إبراهيم باشا، بريشة غوزيپي پيترو مزّولا.

قبل محمد علي باشا القيام بهذا الدور بفعل أن الخطر موجه ضد دولة المسلمين العامّة، المتمثلة بالدولة العثمانية، وضد الإسلام ممثلًا في السلطان العثماني خليفة المسلمين، فأرسل حملة عسكرية بقيادة حسن باشا نزلت في جزيرة كريت وأخمدت الثورة فيها، كما أرسل حملة أخرى بقيادة ابنه إبراهيم باشا، لإخماد ثورة المورة، ونجح في تنفيذ إنزال على شواطئها بعد اصطدامات بحرية قاسية مع الأسطول اليوناني في عام 1825، وأنقذ الجيش العثماني المحاصر في ميناء كورون، كما حاصر ناڤارين، أهم مواقع شبه الجزيرة. وتمكّن إبراهيم باشا من دخول هذا الثغر، كما فتح كلاماتا وتريپولستا في شهر يونيو من عام 1825، وطارد الثوّار واستولى على معاقلهم، باستثناء مدينة نوپلي، عاصمة الحكومة الثورية، واستعد للقضاء على آخر معاقل للثوّار في هيدرا وأستبزيا وميناء نوپلي وميسولونغي. وما لبثت الأخيرة أن سقطت في يد الجيش المصري وكانت آخر معقل كبير للثوار.

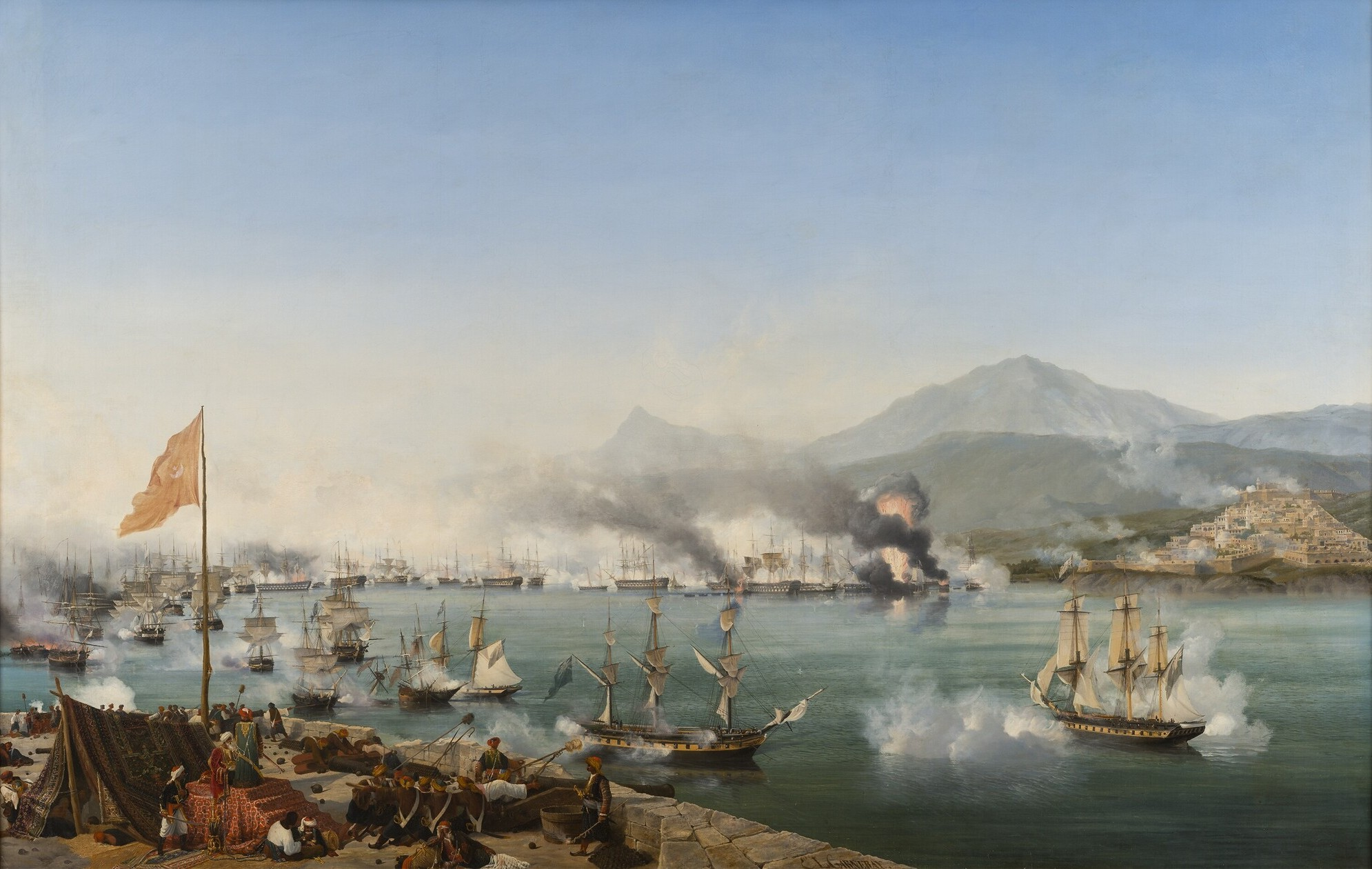
الأسطولين العثماني والمصري تلتهمهما النيران في معركة ناڤارين.

نتيجة لانتصار الجيش المصري، قام اليونانيون بتحريك الرأي العام الأوروبي لإنقاذ الثورة، فنهضت جماعة من أقطاب الشعراء والأدباء يثيرون الرأي العام في أوروبا بكتاباتهم، ويحثّون الدول الأوروبية على التدخل لصالح الثورة. وفعلاً دعت بريطانيا روسيا للتشاور، بغية الوصول إلى تفاهم حول مستقبل اليونان، وتكلّلت هذه المفاوضات بتوقيع پروتوكول سان بطرسبرغ، الذي انضمت إليه فرنسا بعد مدة قصيرة، واتفقت الدول الثلاث على حث الباب العالي على عقد هدنة مع اليونانيين، ومنحهم قدرًا من الحكم الذاتي في إطار التبعية الاسمية للسلطان العثماني. لكن سقوط ميسولونغي قلب الأمور رأسًا على عقب، فاتجهت الدول الأوروبية وفي مقدمتها روسيا إلى العنف دعمًا للثوّار، فأرسلت سفنها إلى مياه اليونان لفرض مطالبها بالقوة، ومنع السفن العثمانية والمصرية من الوصول إلى شواطئ هذا البلد، وإرسال الإمدادات إلى الجيشين العثماني والمصري. وحاصرت أساطيل الحلفاء الأسطولين العثماني والمصري في ميناء ناڤارين وضربتهما، بدون سابق إنذار، ودمرتهما تمامًا في 20 أكتوبر سنة 1827م، الموافق فيه 29 ربيع الأول سنة 1243هـ.
عند هذه النقطة من المشكلة اليونانية، كانت وجهات النظر العثمانية والمصرية متفقة على السياسة العامة، إلا أنه بعد تدخل الدول الأوروبية وانتصارها البحري في ناڤارين اختلفت وجهتيّ نظر الجانبين. فقد رأى محمد علي باشا أن لا فائدة تُرجى من مواصلة القتال، بعد أن فقد أسطوله وانقطعت طريق مواصلاته البحرية مع جيوشه في بلاد اليونان، وأن الحكمة تقضي بفصل السياسة المصرية عن السياسة العثمانية، وقد عجّل في سرعة اتخاذه قرار الانسحاب إرسال فرنسا قوة عسكرية أنزلتها في المورة، وتلقّيه مذكرة من الدول الأوروبية تصرّ فيها على فصل بلاد اليونان واستهداف مصر، إن هو استمر في اتباع السياسة العثمانية. لذا فضّل محمد علي عزل مصر عن المشكلة اليونانية، وترك أمرها للسلطان. وفي 7 سبتمبر سنة 1828م، الموافق فيه 26 صفر سنة 1244هـ، ابتدأ انسحاب الجنود المصرية من المورة على متن ما بقي من السفن، ولم يبق في اليونان غير ألف ومائتيّ جندي للمحافظة على بعض المواقع ريثما تستلمها الجنود العثمانية، إلا أن القوات الفرنسية قامت بهذه المهمة عوضًا عن القوات العثمانية.

## الحملة على الشام

### أسبابها

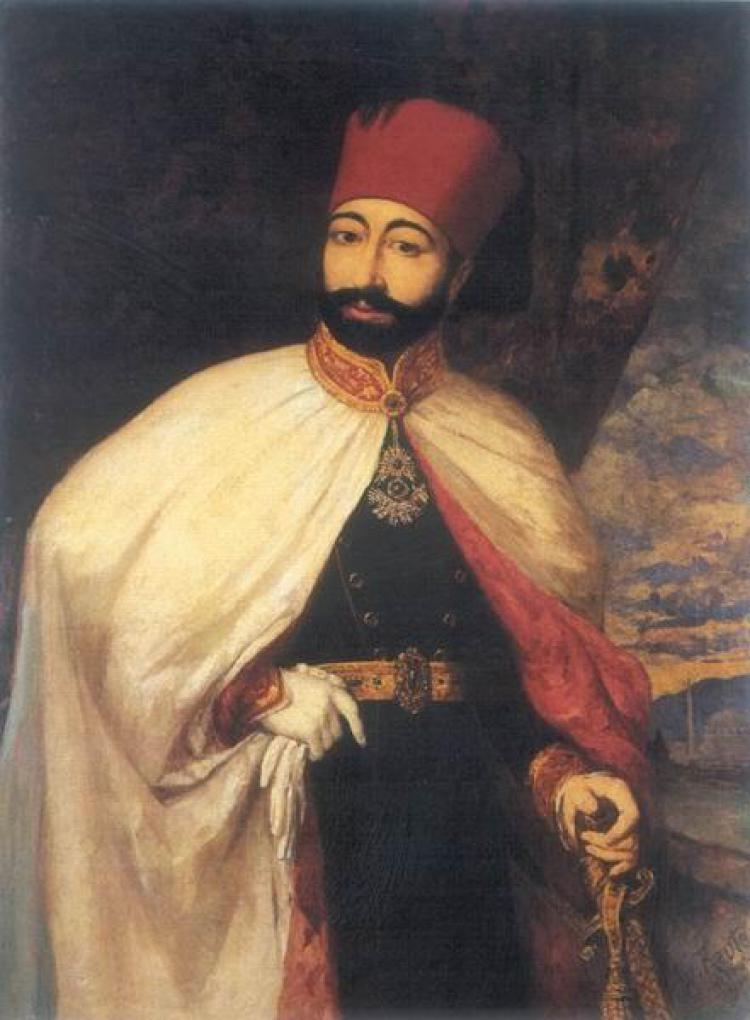
السلطان محمود خان الثاني "أبو الإصلاح"، سلطان الدولة العثمانية منذ سنة 1808 حتى سنة 1839، وعد محمد علي باشا بتوليته على بلاد الشام لقاء خدماته الجليلة للسلطنة، لكنه عاد وأخلف الوعد خوفًا على وحدة أراضي الدولة.

خرج محمد علي باشا من الحرب اليونانية من دون أن يظفر بفتوح جديدة، ولم يُحقق أي استفادة من الاشتراك فيها، في حين انتهت الحرب مع الوهّابيين ببسط نفوذه على شبه الجزيرة العربية، وأتاح له دخول السودان ضم الجزء المتمم للأراضي المصرية، أما العمل الذي قام به بعد ذلك فكان مسرحه بلاد الشام. كان محمد علي يطمح من كل تلك المساعدات والخدمات التي قدمها للدولة العثمانية أن يمنحه السلطان ولاية من الولايات الكبرى، ولكن السلطان اكتفى بأن أقطع محمد علي جزيرة كريت تقديرًا لخدماته وتعويضًا عن بعض ما فقده في الحرب اليونانية، لكن هذا التعويض لم يكن ذا قيمة، إذ لم يكن من السهل أن تحكم مصر هذه الجزيرة وأن تستفيد منها لاشتهار أهلها بالعصيان والتمرّد، ورأى أن يضم بلاد الشام إلى مصر، يدفعه في ذلك عاملان: سياسي واقتصادي.
أما العامل السياسي فهو اتخاذ بلاد الشام حاجزًا يقي مصر الضربات العثمانية في المستقبل من جهة، وإنشاء دولة عربية، أو قيام سلطنة إسلامية قوية، من جهة أخرى، كما أن بسط نفوذه على هذه البلاد سيُمكنه من تجنيد جيش من سكانها، فيزداد بذلك عدد أفراد جيشه. أما العامل الاقتصادي، فإنه أراد استغلال موارد بلاد الشام، من الخشب والفحم الحجري والنحاس والحديد التي كانت تفتقر إليها مصر، فضلاً عن أهميتها الاقتصادية بسبب موقعها الجغرافي واتصالها بالأناضول، وعلاقاتها التجارية بأواسط آسيا حيث تمر قوافل التجارة، وبسبب موقعها على طريق الحج إلى البيت الحرام.
والراجح أن محمد علي باشا كان يطمح إلى ضمّ بلاد الشام منذ عام 1810، ويأمل أن يصل إلى حكمها بموافقة السلطان، فطلب من محمود الثاني، في عام 1813، أثناء الحرب الوهّابية، أن يعهد إليه بحكم هذه البلاد بحجة أنه بحاجة إلى مدد منها يعاونه على القتال، فوعد السلطان محمد علي بأن يوليه عليها نظرًا لأن الحرب في شبه الجزيرة كان تؤرق مضجعه وكان يتطلّع إلى القضاء على الوهابيين بسرعة خوفًا من أن تؤدي دعوتهم إلى التفرقة بين المسلمين. ولمّا انتهت الحرب، عاد السلطان وأخلف وعده، إذ شعر أن وجود محمد علي في الشام خطرٌ على كيان السلطنة نفسها. مهّد محمد علي لتنفيذ خطته، بأن أخذ يوطد علاقاته بأقوى شخصين في المنطقة وهما: عبد الله باشا والي عكا، وبشير الثاني الشهابي أمير لبنان، وكلاهما مدين لمحمد علي بالبقاء في منصبه. أما عبد الله باشا فكان محمد علي قد ساعده لدى السلطان، إثر خلافه مع والي دمشق عام 1821، فرضي عنه السلطان وأقرّه على ولاية عكا، كما كان محمد علي قد أمدّه بالمال في معركته ضد والي دمشق.

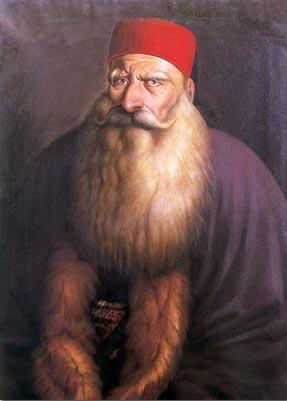
الأمير بشير الثاني الشهابي "الكبير"، أمير لبنان منذ سنة 1788 حتى سنة 1840، كان حليفًا أساسيًا وصديقًا مقربًا من محمد علي باشا.

أما الأمير بشير فكان قد ناصر عبد الله باشا في ذاك الخلاف، وسار على رأس جيشه وحارب والي دمشق وهزمه. وما كادت الدولة العثمانية تطّلع على هزيمة والي دمشق حتى جرّد الباب العالي حملة عسكرية قوية اضطرت الأمير بشير إلى ترك البلاد، والسفر إلى مصر، حيث رحّب به محمد علي، واتفقا على التعاون معًا. ولمّا كان محمد علي على وفاق مع السلطان، فقد استطاع أن يسترضيه ويُلطف موقفه من الأمير بشير، وأن يُعيده إلى إمارته. ونشأت بين الأمير ومحمد علي علاقة وثيقة وصداقة متينة بعد أن جمعهما طموح مشابه، ألا وهو توسيع رقعة بلاد كل منهما، فتعاهدا على السير معًا في سياسة مشتركة. أخذت أهداف محمد علي تتبلور بدءًا من عام 1825 عندما صارح الفريق أول الفرنسي «بواييه» بأنه سوف يعمد، بعد أن ينتهي من حرب المورة، إلى وضع يده على بلاد الشام بما فيها ولاية عكا، ولن يقف بجيشه إلا على ضفاف دجلة والفرات، وفي بلاد اليمن والجزء الأوسط من شبه الجزيرة العربية. وتتوافق هذه الأفكار مع ما أشيع، نقلاً عنه وعن ولده إبراهيم باشا، بأنه سيكون المدافع عن حقوق الشعوب العربية التي تعيش تحت الحكم العثماني حياة التابع البائس المستضعف، وأضحت السيطرة على بلاد الشام، بدءًا من عام 1829، من الأمور الضرورية في سياسته الإستراتيجية.
ورأى أحد القناصل البريطانيين، ويُدعى باركر، في عام 1832، أن جيش محمد علي منهمك في مشروع تحرير الشعوب العربية وجمعها في إمبراطورية عربية، وأن هدفه المباشر هو توطيد سلطته في بشالق عكا ودمشق، ثم التوسع بعد ذلك نحو حلب وبغداد عبر كل الولايات العربية. وربط معظم المؤرخين بين طلب محمد علي باشا من السلطان عام 1813، ليوليه بلاد الشام، من أجل القضاء على الوهّابيين في الحجاز، وبين حملته التي قام بها في عام 1831. ولو أن هذا الأمر كان صحيحًا لانتهز والي مصر فرصة نجاحه في إخضاع الوهّابيين ليزحف نحو بلاد الشام لضمّها، وبخاصة أن الباب العالي رفض له آنذاك طلبين: أولهما إعادة يوسف كنج إلى ولاية الشام، وإبعاد سليمان باشا عنها، وثانيهما منحه هذه الولاية. لكن من الواضح أن محمد علي عدّ أن رسالته هي إنقاذ الدولة العثمانية نفسها من خطر الخراب، وإحداث تغييرات جذرية، ونفخ حياة جديدة فيها. فقد كان مؤمنًا بوحدة العالم الإسلامي بزعامة السلطان شرط أن يُسارع إلى حماية المسلمين بعد كارثة ناڤارين، منبهًا إلى ضرورة تجديد السلطنة على قاعدة الدين الإسلامي. وسواء كان محمد علي يحلم بدولة عربية منفصلة عن الدولة العثمانية وتقوم على أنقاضها، أو كانت رسالته تقضي قيام سلطنة إسلامية قوية، فمما لا شك فيه أن تدخل الدول الأوروبية في هذ القضية حال بينه وبين أي تفاهم مع الباب العالي، من جهة، ومنعه من تحقيق أهدافه، من جهة أخرى.
تُعد حروب محمد علي باشا في بلاد الشام حروبًا دفاعية وهجومية في آن معًا، أما كونها حروبًا دفاعية فلأن محمد علي باشا كان يعلم أن الدولة العثمانية لا تألُ جهدًا في السعي لاسترداد مركزها في مصر، وأن السلطان محمود الثاني لم يكن صافي النيّة، وأما كونها حروبًا هجومية فلأن هدفه كان أيضًا التوسع. ويبدو أن محمد علي باشا قد أخذ قرار التصدي للباب العالي ضمن خلفيّات عدّة. فقد آنس في جيشه القوة، ووجد أن الدولة العثمانية في حالة من التدهور والتفكك، وأنها محط أنظار ومؤامرات الدول الأوروبية. وهكذا وقع والي مصر أسير عاملين: أسير نفسه، إذ رأى أن الباب العالي ظلمه عندما منعه من ولاية الشام، على الرغم من أدائه خدمات جليلة للسلطنة، وأسير اعتقاده أنه أصلح ولاة الشام.

### مراحلها
مرّت الحروب في بلاد الشام بمرحلتين، انتهت المرحلة الأولى باتفاقية كوتاهية، عام 1833، ورسّخت السيطرة المصرية على الشام، في حين انتهت المرحلة الثانية باتفاقية لندن عام 1840، وقضت بانسحاب الجيش المصري.

#### المرحلة الأولى

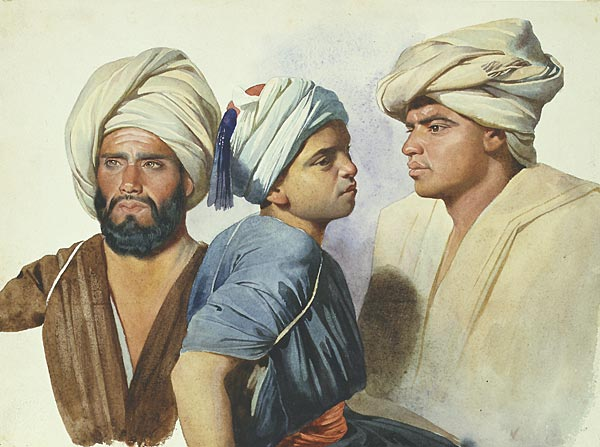
لوحة ثلاثة فلاحين Trois fellahs، بريشة شارل جبرائيل غلاير (1835)، وقد صوّر فيها 3 فلاحين مصريين. كانت مسألة الفلاحين السبب الرئيسي وراء الحملة المصرية على الشام.

تكمن الأسباب المباشرة للحرب في النزاع الداخلي الذي حصل بين محمد علي باشا وعبد الله باشا والي عكا، فقد افتعل محمد علي خلافًا مع والي عكا إذ طالبه بإعادة المال الذي كان قد قدّمه إليه، وإعادة الفلاحين المصريين الفارّين من دفع الضرائب ومن الخدمة في الزراعة، ولمّا ماطل عبد الله باشا في تلبية طلب محمد علي، اتخذ هذه المماطلة ذريعة لاحتلال أراضي الشام. زحف الجيش المصري باتجاه فلسطين في 14 أكتوبر/تشرين الأول سنة 1831م، الموافق 7 جمادى الأولى سنة 1247هـ، تحت قيادة إبراهيم باشا بن محمد علي، وسيطر على مدنها من دون مقاومة تُذكر، باستثناء عكا التي ضرب عليها حصارًا مركزًا برًا وبحرًا حتى لا يأتيها المدد بحرًا فلا يقوى على فتحها، كما حصل لنابليون بونابرت من قبل حين حاصرها سنة 1799. وبينما كانت تقاوم حصار إبراهيم باشا، كان أبناء الأمير بشير، ومعهم جنود مصريون، يسيطرون على صور وصيدا وبيروت وجبيل. ولمّا استعصت عليهم طرابلس أسرع إبراهيم باشا لنجدة حلفائه، ولم تلبث أن سقطت في أيديهم.
اضطربت الدولة العثمانية أمام زحف الجيش المصري، وعدّت ذلك عصيانًا وقامت للتصدي له. واصطدم جيش عثماني، بقيادة عثمان باشا والي حلب، بالجيش المصري في سهل الزرّاعة جنوبي حمص، إلا أنه انهزم أمامه. ثم عاد إبراهيم باشا إلى عكا لمواصلة حصارها، فدخلها عنوة في 28 مايو/أيار سنة 1832م، الموافق فيه 27 ذي الحجة سنة 1247هـ، وأسر عبد الله باشا وأرسله إلى مصر. وتابع القائد المصري زحفه باتجاه الشمال، بعد سيطرته على عكا، فدخل دمشق مع الأمير بشير وجيشه بعد أن قاتلا والي المدينة، ورحّب السكان به لأنهم كانوا أقرب إلى الرغبة في تغيير حكامهم بفعل مساوئ الولاة العثمانيين.

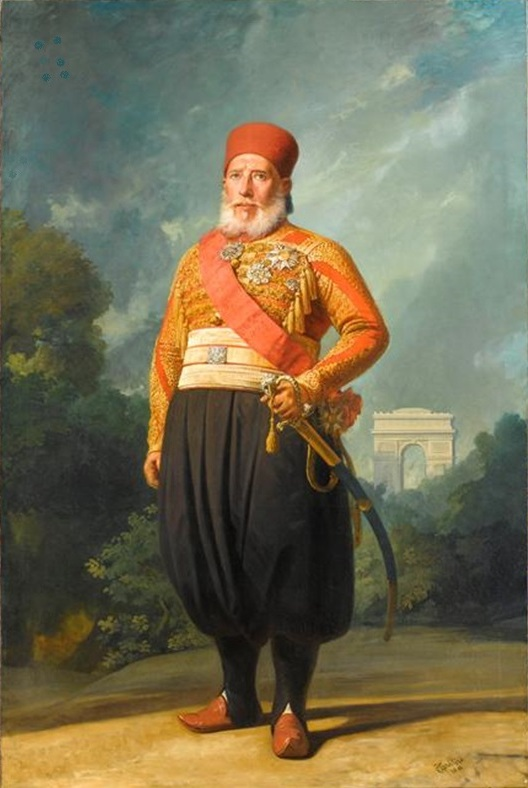
إبراهيم باشا بن محمد علي، فاتح بلاد الشام وقائد العمليات العسكرية فيها، بريشة شارل فيليپ لاريڤيار.

جزع الباب العالي لسقوط عكا ودمشق وسيطرة المصريين على جنوب الشام، وخشي السلطان أن يتزعزع مركزه أمام انتصاراتهم، فحشد جيشًا آخر بقيادة السرعسكر حسين باشا ودفعه لوقف الجيش المصري، وإجبار المصريين على الانسحاب من بلاد الشام، وأصدر في الوقت نفسه فرمانًا أعلن فيه خيانة محمد علي باشا وابنه إبراهيم للسلطة الشرعيّة. اصطدم إبراهيم باشا بالجيش العثماني الجديد في معركة حمص وتغلّب عليه في 29 يونيو/حزيران سنة 1832م، الموافق 10 صفر سنة 1248هـ، وسيطر على حماة ودخل إثر ذلك مدينة حلب، وتأهب لاستئناف الزحف باتجاه الشمال. انسحب حسين باشا شمالاً، بعد خسارته، وتمركز في ممر بيلان وهو أحد الممرات الفاصلة بين بلاد الشام والأناضول، فلحقه إبراهيم باشا واصطدم به وتغلّب عليه، وطارد من بقي من جيشه حتى اضطرهم إلى مغادرة المنطقة عن طريق ميناء الإسكندرونة وسيطر على الممر، كما احتل ميناء إياس، شمالي الإسكندرونة، ودخل ولاية أضنة وطرسوس.
وشجعت هزيمة العثمانيين إبراهيم باشا على مواصلة طريقه، فتقدم في داخل بلاد الأناضول حتى بلغ مدينة قونية، وكان العثمانيون قد تجمعوا ليدافعوا عن قلب السلطنة، ودارت فيها معركة قونية في 20 ديسمبر/كانون الأول سنة 1832م، الموافق 27 رجب سنة 1248هـ، ونجح القائد المصري في التغلّب عليهم وأسر قائدهم الصدر الأعظم محمد رشيد باشا. وبهذه الغلبة انفتحت الطريق أمامه إلى الآستانة، حتى خُيّل للعالم في ذلك الوقت أن نهاية السلطنة العثمانية أصبحت قريبة. عقب هزيمة قونية ساد القلق عاصمة الخلافة، وارتعدت فرائص السلطان الذي خشي من تقدم إبراهيم باشا نحو العاصمة، فاستنجد بالدول الأوروبية للوقوف في وجه الخطر المداهم، فلم ينجده إلا روسيا،(7) إذ كانت بريطانيا منهمكة في شؤونها الداخلية وبالمسألة البلجيكية،(8) وكانت فرنسا تؤيد محمد علي وتتعاون معه، وقد كان في جيشه عدد من القادة الفرنسيين، ووقفت كل من النمسا وبروسيا على الحياد. أرسلت روسيا عام 1833 أسطولاً بحريًا إلى الآستانة للدفاع عنها، ولم تكد بريطانيا وفرنسا تطلعان على وجود السفن الروسية في مياه الآستانة حتى هالهما الأمر، وشعرتا بالخطر الروسي عليهما، وخشيتا أن تستغل روسيا تداعي الدولة العثمانية لتقوّي مركزها في الممرات البحرية، فسارعتا إلى عرض مساعدتهما على السلطان فيما إذا تخلّى عن المساعدة الروسية. ولكن الروس رفضوا إجلاء سفنهم إلا بعد أن ينسحب المصريون من الأناضول. عندئذ نشط ممثلو بريطانيا وفرنسا في التوسط بين السلطان ومحمد علي، حتى تم تبادل الرسائل بينهما. واستخدمت فرنسا علاقاتها الوديّة مع مصر لإقناع محمد علي باشا بتسوية خلافه مع السلطان، وأن لا يتشدد في طلباته، وأن يكتفي من فتوحه بسناجق صيدا وطرابلس والقدس ونابلس. رفض محمد علي باشا وجهة النظر الفرنسية، وأصرّ على ضم بلاد الشام وولاية أضنة، وجعل جبال طوروس الحد الفاصل بين الدولة العثمانية وممتلكاته، وأمر ابنه بالتقدم في فتوحه بهدف الضغط على السلطان.

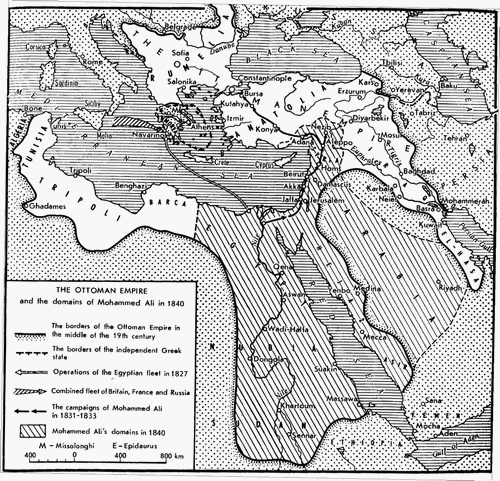
المناطق الخاضعة لسلطان محمد علي بعد انتهاء حملته على بلاد الشام.

وبذلت فرنسا جهودًا مضنية للتوفيق بين وجهتي النظر، العثمانية والمصرية، وهدّدت، في إحدى مراحل المفاوضات، بقطع العلاقة مع مصر. وأخيرًا توصل الجانبان إلى توقيع اتفاقية كوتاهيه، في 4 مايو/أيار سنة 1833م، الموافق فيه 14 ذي الحجة سنة 1248هـ، تنازل الباب العالي بموجبها عن كامل بلاد الشام، وأقرّ لمحمد علي باشا بولاية مصر وكريت وكامل سوريا الطبيعية (بما يشمل لبنان وفلسطين وأضنة)، وبولاية ابنه إبراهيم على جدّة. وقد تعهد محمد علي لقاء ذلك، بأن يؤدي للسلطان كل عام الأموال التي كان يؤديها عن الشام الولاة العثمانيون من قبل. وهكذا جلا إبراهيم باشا عن الأناضول، وانتهت المرحلة الأولى لحروب الشام، وبدا أن الأزمة قد انتهت أيضًا.

#### المرحلة الثانية
لم تكن التسوية، التي تمّت في كوتاهية، إلا تسوية مؤقتة، إذ أن محمد علي باشا لم يوافق على عقدها إلا خشية من تهديد الدول الأوروبية بحرمانه من فتوحه، ومن جهته وافق السلطان محمود الثاني على عقدها مكرهًا تحت ضغط الأحداث العسكرية والسياسية، وهو عازم على استئناف القتال في ظروف أفضل لاستعادة نفوذه في بلاد الشام ومصر، ولمّا كان التفكير السياسي لكل طرف على هذا الشكل من التناقض، كان لا بد من استئناف الحرب لتقرير النتيجة النهائية. ونفّذ السلطان سياسة إستراتيجية من شقين: إنه راح يُحرّض سكان بلاد الشام ضد الحكم المصري من جهة،(9) وقام بحشد القوات لضرب الجيوش المصرية وإرغامها على الخروج من البلاد، بمساعدة بريطانيا، من جهة أخرى. وأدرك محمد علي باشا، بعد التطورات السياسية، بأنّ مواقف الدول الأوروبية كانت لغير صالحه، وبأنّ خططه الانفصالية غير قابلة للتحقيق، لكنه لم يفقد الأمل باعتراف السلطنة بالحقوق الوراثية لعائلته في حكم المناطق التي كانت تحت إدارته، وحاول أن ينتهز الفرصة لإجراء محادثات جديدة، فأجرى مباحثات مع مبعوث السلطان، صارم أفندي، في مصر انتهت بالفشل بسبب التصلّب في المواقف.(10)
وهكذا تطورت الأمور السياسية نحو التأزم، وأضحت الحرب بين الجانبين أمرًا لا مفر منه، وجرت الاستعدادات الحربية في الآستانة بشكل نشط ومكثف، وتابعت الدول الأوروبية الميول العسكرية لدى السلطان باهتمام بالغ. استغل السلطان ثورة سكان بلاد الشام على الحكم المصري، ودفع بجيش في ربيع عام 1839، بقيادة حافظ باشا، إلى بلاد الشام، وكان ظهوره عند الحدود كافيًا لإيصال الأزمة إلى ذروتها، أما إبراهيم باشا فقد كان يترقب، تنفيذًا لرغبة أبيه في اجتناب كل ما يُظهره بمظهر المعتدي. وبعد أن احتشد الجمعان، أصدر السلطان أمره إلى حافظ باشا بمهاجمة إبراهيم باشا المتحصن في حلب. ويبدو أن محمد علي تملّكه الفرح لتحمّل السلطان وقائده مسؤولية البدء بالعمليات العسكرية المعادية، لذلك أمر ابنه بمهاجمة الجيش العثماني، وكان ذلك في 15 يونيو/حزيران سنة 1839م، الموافق 2 ربيع الآخر سنة 1255هـ. وفي معركة نسيب (الواقعة شرق عنتاب في الجزيرة الفراتية)، مُني الجيش العثماني بخسارة فادحة وكارثة حقيقية، إذ كاد الجيش أن يُفنى عن بكرة أبيه، وأسر المصريون نحوًا من خمسة عشر ألف جندي، وغنموا كميات هائلة من الأسلحة والمؤن. وتوفي السلطان محمود الثاني قبل أن يبلغه نبأ الهزيمة.

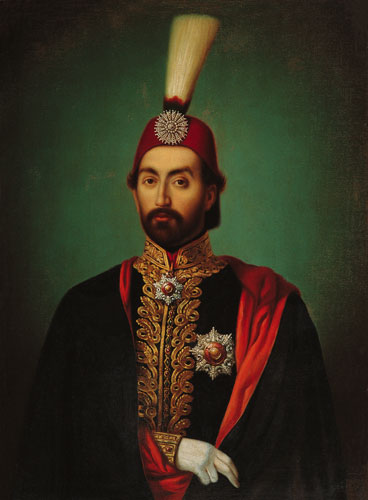
السلطان عبد المجيد خان الأول، سلطان الدولة العثمانية منذ عام 1839 حتى عام 1861. شهد بداية عهده نهاية الحكم المصري لبلاد الشام.

خلف السلطان عبد المجيد الأول أباه السلطان محمود الثاني، وهو صبي لم يبلغ الثامنة عشرة من عمره، وسرعان ما سارع إلى إجراء مفاوضات مع محمد علي. فاشترط محمد علي، لعقد الصلح، أن يكون الحكم في الشام ومصر حقًا وراثيًا في أسرته. وكاد السلطان عبد المجيد يقبل شروط محمد علي لو لم تصله مذكرة مشتركة من بريطانيا وروسيا وبروسيا والنمسا، تطلب منه قطع المفاوضات مع محمد علي. وكانت الدول الأربع قد اتفقت على منع محمد علي، القوي، من أن يحلّ محل السلطنة العثمانية، الضعيفة، في المشرق العربي، الذي تمر فيه طريق بريطانيا إلى الهند. أما فرنسا فقد انفردت في سياستها الشرقية عن الدول الأربع، ورأت أن تستمر في تأييد محمد علي، على أمل أن تضمن لها مقامًا ممتازًا في المنطقة. ولم تلبث الدول الأربع أن عقدت عام 1840 مع الحكومة العثمانية مؤتمرًا في لندن بحث فيه المجتمعون ما دُعي «بالمسألة الشرقية»، وأسفر المؤتمر عن توقيع معاهدة التحالف الرباعي. وفي هذه المعاهدة عرضت الدول الأوروبية الأربع على محمد علي ولاية مصر وراثيًا، وولاية عكا مدى حياته. واشترطت هذه الدول أن يُعلن محمد علي قبوله بهذا العرض خلال عشرة أيام، فإن لم يفعل تسحب الدول الأربع عرضها الخاص بولاية عكا. أما إذا لم يُجب في مدة عشرين يومًا فإن الدول الأربع تسحب عرضها كله، تاركةً للسلطان حرية حرمانه من ولاية مصر.
كان محمد علي باشا من جهته مصممًا على التمسك بالبلاد التي فتحها وأقرّته عليها اتفاقية كوتاهيه، وأخذ يراهن على مساعدة فرنسا وعلى حرب أوروبية ينتظرها بين ساعة وأخرى، ولمّا أبلغته السلطنة العثمانية وقناصل الدول الأوروبية في مصر شروط المعاهدة، ترك الأيام العشرة تمر من دون أن يُصدر أي ردّ رسمي، فأبلغه قناصل الدول الأوروبية، في اليوم الحادي عشر، الإنذار الثاني، وأمهلوه عشرة أيام أخرى، كما أبلغوه أنه لم يعد له الحق في ولاية عكا. ومرّت الأيام العشرة الثانية من دون أن يقبل صراحة تنفيذ بنود الاتفاقية، فعدّ قناصل الدول الأوروبية أن ذلك يعني الرفض، عندئذ أصدر السلطان فرمانًا بخلعه من ولاية مصر. أمام هذا الأمر شرعت الدول الأوروبية باتخاذ إجراءات تمهيدية لتنفيذ تعهداتها، فأمرت بريطانيا أسطولها في البحر المتوسط أن يقطع المواصلات البرية والبحرية بين مصر والشام وضرب موانئ هذه البلاد، وأوعزت إلى سفيرها في الآستانة بإشعال نار الثورة ضد محمد علي في المدن والقرى الشاميّة، كما قطعت الدول الأوروبية الأربع علاقاتها بمصر.
استقبل محمد علي باشا نبأ عزله بهدوء، وأعرب عن أمله بالتغلب على هذه المحنة، ثم جنح للسلم عندما ظهر أمير البحر البريطاني «نابييه» أمام الإسكندرية، مهددًا بلغة الحديد والنار، ورأى أن فرنسا غير قادرة على مقاومة أوروبا كلها، لذلك وقّع اتفاقية مع أمير البحر المذكور وعد فيها بالإذعان لرغبات الدول الكبرى والجلاء عن بلاد الشام بشرط ضمان ولايته الوراثية لمصر، لكن الدولة العثمانية رفضت هذا الشرط بإيعاز من بريطانيا. ساندت فرنسا محمد علي باشا في موقفه، وتشدّدت في ذلك حتى خيف من وقوع حرب أوروبية، عندئذ تدخلت كل من النمسا وبروسيا في هذه القضية وأجبرتا بريطانيا وروسيا على تبني وجهة نظر محمد علي باشا وفرنسا، فاجتاز والي مصر مأزق الخلع وإن أُرغم على الاكتفاء بولاية مصر في المستقبل، وفعلاً أصدر السلطان فرمانًا بجعل ولاية مصر وراثية لمحمد علي باشا، وانتهت بذلك الأزمة العثمانية - المصرية، وجلا المصريون عن الشام.

## بناء الدولة

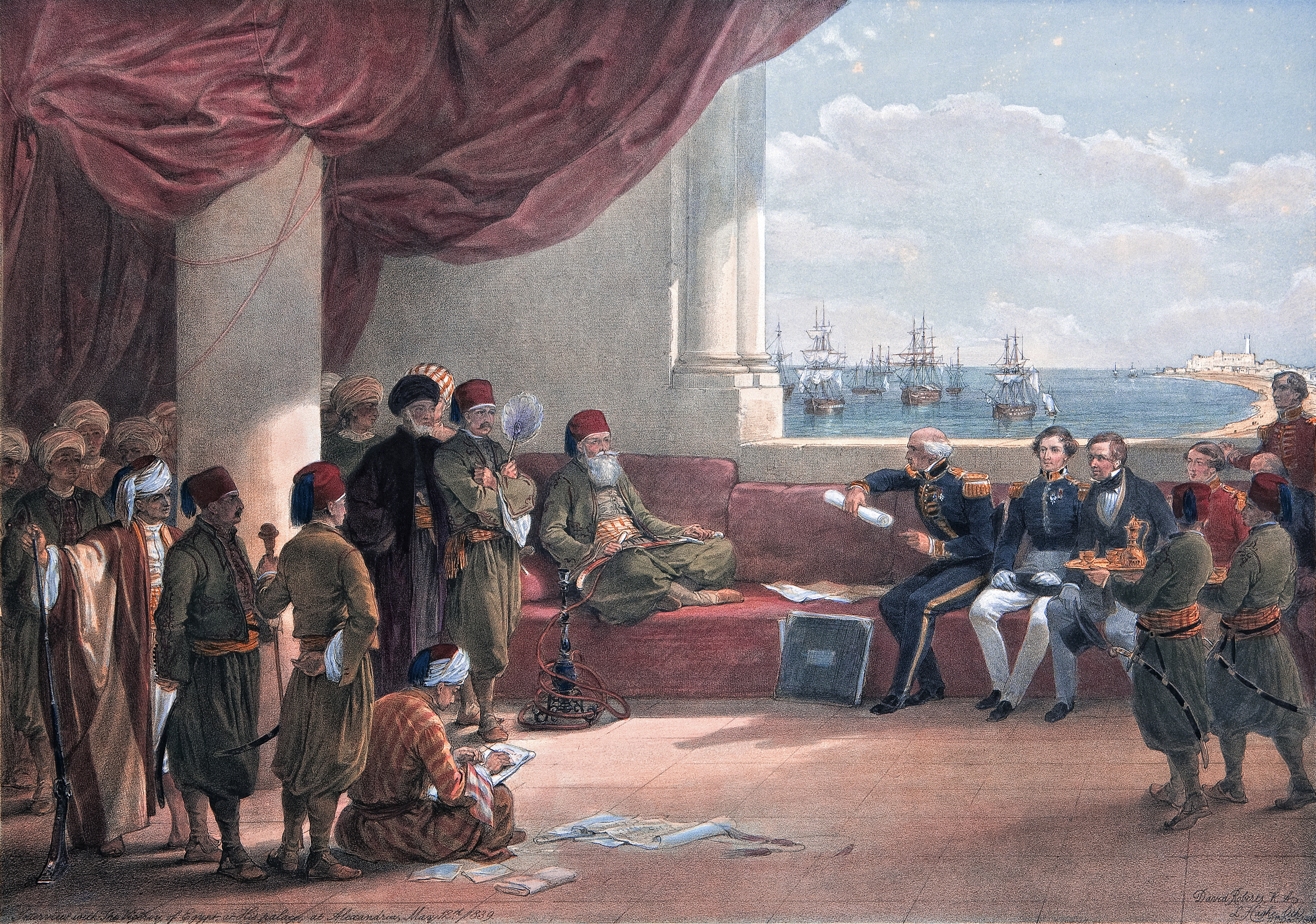
مقابلة الرسام ديفيد روبرت مع محمد علي في قصر الإسكندرية عام 1839.

اتجه محمد علي إلى بناء دولة عصرية على النسق الأوروبي في مصر، واستعان في مشروعاته الاقتصادية والعلمية بخبراء أوروبيين ومنهم بصفة خاصة السان سيمونيون الفرنسيون الذين أمضوا في مصر بضع سنوات في ثلاثينات القرن التاسع عشر وكانوا يدعون إلى إقامة مجتمع نموذجي على أساس الصناعة المعتمدة على العلم الحديث. وكانت أهم دعائم دولته العصرية سياسته التعليمية والتثقيفية الحديثة، حيث كان يؤمن بأنه لن يستطيع أن ينشئ قوة عسكرية على الطراز الأوروبي المتقدم ويزودها بكل التقنيات العصرية وأن يقيم إدارة فعالة واقتصاد مزدهر يدعمها ويحميها إلا بإيجاد تعليم عصري يحل محل التعليم التقليدي.

### عسكريًا
أدرك محمد علي أنه لتحقيق أهدافه التوسعية، كان لا بد له من تأسيس قوة عسكرية نظامية حديثة، تكون بمثابة الأداة التي تحقق له تلك الأهداف. قبل وفي بداية عهد محمد علي، كان الجيش مؤلفًا من فرق غير نظامية تميل بطبيعتها إلى الشغب والفوضى، معظمها من الأكراد والألبان والشراكسة، إضافة إلى تلك القوات جماعات من الأعراب الذين كان الولاة يلجأون إليهم كمرتزقة، وكانت أعمالها لا تتعدى أساليب حرب العصابات والكرّ والفرّ. رأى محمد على أن هذا الجيش لا يعتمد عليه، فبذل جهده في إنشاء جيش يضارع الجيوش الأجنبية في قتالها، وقرر أن يستبدل جنوده غير النظامية بجيش على النظام العسكري الحديث.

#### الجيش

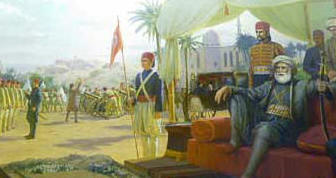
محمد علي باشا يستعرض جيشه حديث النشأة.

كانت محاولة محمد علي الأولى لتأسيس جيش نظامي عام 1815، عندما عاد من حرب الوهابيين، حيث قرر تدريب عدد من جنود الأرناؤوط الألبان التابعين لفرقة ابنه إسماعيل على النظم العسكرية الحديثة، في مكان خصصه لذلك في بولاق. لم يرق لهؤلاء الجنود ذلك، بسبب طبيعتهم التي تميل إلى الشغب والفوضى، فثاروا على محمد علي وهاجموا قصره ودار بينهم وبين الحرس قتال، استطاع خلاله حرس محمد علي السيطرة على الموقف، إلا أن محمد علي أيقن أنه لا يمكنه الاعتماد على مثل هؤلاء الجند، فأرجأ تنفيذ الفكرة.

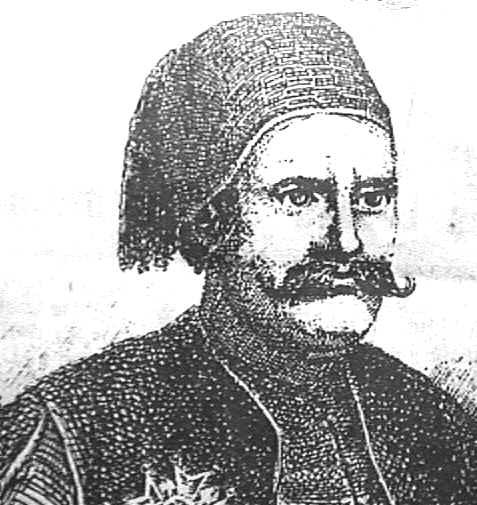
العقيد (كولونيل) سيڤ، أو سليمان باشا الفرنساوي، ضابط فرنسي قدم إلى مصر حيث لعب دورًا كبيرًا في تأسيس الجيش النظامي المصري.

لجأ محمد علي مجددًا إلى الحيلة، ففي عام 1820، أنشأ محمد علي مدرسة حربية في أسوان، وألحق بها ألفًا من مماليكه ومماليك كبار أعوانه، ليتم تدريبهم على النظم العسكرية الحديثة على يد ضابط فرنسي يدعى جوزيف سيڤ جاء إلى مصر وعرض خدماته على محمد علي. وبعد ثلاث سنوات من التدريب، نجحت التجربة وتخرجت تلك المجموعة ليكون هؤلاء الضباط النواة التي بدأ بها الجيش النظامي المصري.
بعد ذلك، كان أمام محمد علي مشكلة، أنه وبالتجربة ثبت أن الجنود الأتراك والأكراد والألبان والشراكسة لم يعودوا يصلحون ليكونوا عماد جيشه لعدم تقبلهم للاندراج في جيش نظامي، لذا تحجج بحاجته إليهم في تأمين الثغور، وأرسلهم إلى دمياط ورشيد ليخلي القاهرة، وليطمئنهم أرسل معهم بعض أبنائه كقادة لهم، ثم أرسل إلى ابنه إسماعيل ليمده بعشرين ألفًا من السودانيين ليتم تدريبهم على الجندية في معسكرات أعدها لهم في بني عدي، على أيدي الضباط الجدد. إلا أن التجربة فشلت لتفشي الأمراض بين الجنود السودانيين، لاختلاف المناخ، لذا لم يكن أمامه إلا الاعتماد على المصريين. قاوم الفلاحون في البداية تجنيدهم، لأنهم لم يروا مصلحة لهم فيه، واعتبروه عملاً من أعمال السخرة. ولكن وبمرور الوقت تجاوب الفلاحون مع الوضع الجديد، استشعروا تحت راية الجيش بالكرامة وبحياة مأمونة الملبس والمسكن لا يعانون فيها معاناتهم في الزراعة. وبحلول شهر يونيو من عام 1824، أصبح لدى محمد علي ست كتائب من الجند النظاميين، يتجاوز عددهم 25 ألف جندي، فأمر بانتقالهم إلى القاهرة.
بذلك أصبح لمصر جيش نظامي بدأ يتزايد باطّراد حتى بلغ 169 ألف ضابط وجندي في إحصاء تم عام 1833،
وإلى 236 ألف في إحصاء تم عام 1839. كما أنشأ محمد علي ديوانًا عرف بديوان الجهادية لتنظيم شؤون الجيش وتأمين احتياجاته من الذخائر والمؤن والأدوية، وتنظيم الرواتب. كانت أول مشاركات هذا الجيش في حرب المورة، التي أظهرت ما وصلت إليه العسكرية المصرية، وهو ما جعل لها شأنًا بين القوى العسكرية المعاصرة، وقد اعتمد عليه إبراهيم باشا في حملته على الشام والأناضول

#### الأسطول
عندما شرع محمد علي في حرب الوهّابيين، اقتضت الحاجة إلى بناء سفن لنقل الجنود عبر البحر الأحمر، فشرع في إنشائها في ترسانة بولاق، ثم نقل القطع على ظهور الجمال إلى السويس ليتم تجميعها هناك، وقد اقتصر دور هذا الأسطول في البداية على نقل الإمدادات والتموين طوال سنوات الحملة. وبعد أن أسس الجيش النظامي المصري، وجد أنه من الضروري تأسيس أسطول حربي قوي يعاونه على بسط نفوذه.
اعتمد محمد علي في البداية على شراء السفن من أوروبا، كما تعاقد على بناء سفن أخرى في موانئ أوروبا. ولكن بعد تدمير هذا الأسطول في معركة ناڤارين أمام أساطيل إنجلترا وفرنسا وروسيا الأكثر تطوّرًا، لم ييأس محمد علي وأمر في عام 1829 ببناء «ترسانة الإسكندرية»، التي عهد في إدارتها إلى مهندس فرنسي اسمه سريزي. قامت الترسانة بمهمة إعادة بناء الأسطول على الأنماط الأوروبية الحديثة، وقد بلغ عدد السفن الحربية التي صنعت في تلك الترسانة حتى عام 1837، 28 سفينة حربية من بينها 10 سفن كبيرة كل منها مسلح بمائة مدفع، فاستغنت مصر عن شراء السفن من الخارج. ومن شدة اهتمام محمد على بهذه الترسانة كان يزورها باستمرار، وكان يستحث العمال على العمل، ويحضر حفلات تدشين السفن الجديدة.

#### التعليم العسكري
توسّع محمد علي في التعليم العسكري في مصر، فبعد أن أمر ببناء مدرسة الضباط في أسوان ومدرسة الجند في بني عدي، أمر بتأسيس مدارس أخرى في فرشوط والنخيلة وجرجا. كما أسس مدرسة إعدادية حربية بقصر العيني لتجهيز التلاميذ لدخول المدارس الحربية، يدرس بها نحو 500 تلميذ، لكنها نقلت بعد ذلك إلى أبي زعبل حيث أصبحت تسع نحو 1200 تلميذ.

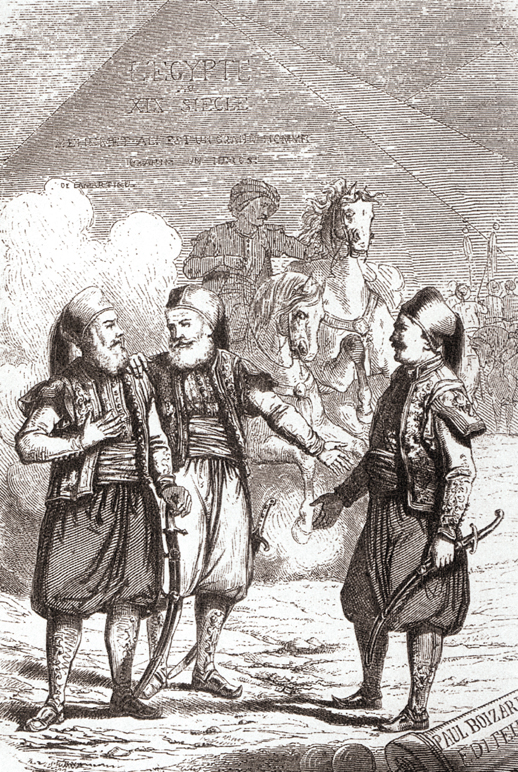
رسم يُظهر محمد علي باشا وابنه إبراهيم باشا، والعقيد سليمان باشا الفرنساوي: بناة الجيش المصري الحديث.

أضاف محمد علي بعد ذلك، مدرسة للبيادة في الخانقاه، والتي نقلت إلى دمياط عام 1834، ثم إلى أبي زعبل عام 1841، ومدرسة للسواري بالجيزة عام 1831، وأخرى للمدفعية في طره عام 1831 أيضًا. كما أسس مدرسة لأركان الحرب في 15 أكتوبر سنة 1825 بالقرب من الخانقاه، ومدرسة للموسيقى العسكرية. وأنشأ أيضًا معسكرًا لتدريب جنود الأسطول على الأعمال البحرية في رأس التين. ولإعداد الضباط البحريين، أسس محمد علي مدرسة بحرية عملية على ظهر إحدى السفن الحربية، ولما اتسع نطاقها قسمت إلى فرقتين كل واحدة منها على سفينة.

#### الصناعات العسكرية
رأى محمد علي أنه لكي يضمن الاستقلالية، وحتى لا يصبح تحت رحمة الدول الأجنبية، عليه إنشاء مصانع للأسلحة في مصر. كان مصنع الأسلحة والمدافع في القلعة باكورة هذا التفكير، والذي أسسه عام 1827، وكان ينتج بين 600 و650 بندقية، وبين 3 و4 مدافع في الشهر الواحد. كما كان ينتج سيوف الفرسان ورماحهم وحمائل السيوف واللجم والسروج. وفي عام 1831، أسس محمد علي مصنع آخر للبنادق في الحوض المرصود، كان ينتج 900 بندقية في الشهر الواحد، ثم مصنع ثالث في ضواحي القاهرة، وكانت المصانع الثلاثة تصنع في السنة 36,000 بندقية عدا الطبنجات والسيوف.
كما أسس معملاً للكهرجالات في جزيرة الروضة بعيدًا عن العمران، وأضاف إليه معامل أخرى في الأشمونين وإهناسيا والبدرشين والفيوم والطرانة بلغ مجموع إنتاجها عام 1833، نحو 15,800 قنطار.

### تعليميًا
أدرك محمد علي أنه لكي تنهض دولته، يجب عليه أن يؤسس منظومة تعليمية، تكون العماد الذي يعتمد عليه لتوفير الكفاءات البشرية التي تدير هيئات دولته الحديثة وجيشها القوي. لذا فقد بدأ محمد علي بإرسال طائفة من الطلبة الأزهريين إلى أوروبا للدراسة في مجالات عدة، ليكونوا النواة لبدأ تلك النهضة العلمية. كما أسس المدارس الابتدائية والعليا، لإعداد أجيال متعاقبة من المتعلمين الذين تعتمد عليهم دولته الحديثة.

#### البعثات العلمية

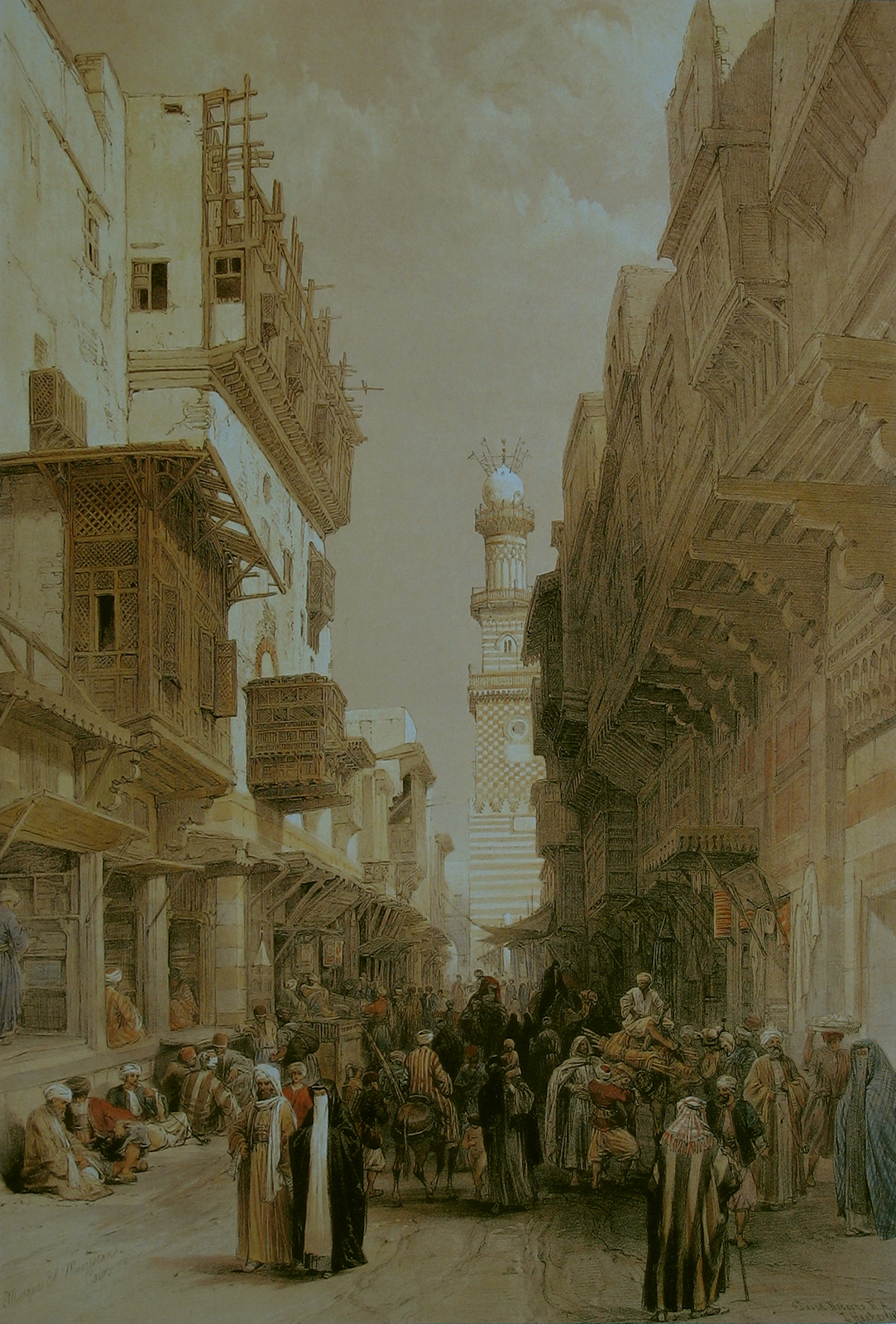
بيمارستان القاهرة، 1838م

في عام 1813، ابتعث محمد علي أول البعثات التعليمية إلى أوروبا، وكانت وجهتها إلى إيطاليا، حيث أوفد عدد من الطلبة إلى ليفورنو وميلانو وفلورنسا وروما لدراسة العلوم العسكرية وطرق بناء السفن والهندسة والطباعة، ثم أتبعها ببعثات لفرنسا وإنجلترا. كانت البعثات الأولى صغيرة، حيث كان جملة من بعث خلالها لا يتعدى 28 طالبًا، ورغم ذلك فقد لمع منهم عثمان نور الدين الذي أصبح أميرالاي الأسطول المصري ونقولا مسابكي الذي أسس مطبعة بولاق بأمر من محمد علي عام 1821.
إلا أن العصر الذهبي لتلك البعثات، كان مع بعثة عام 1826 التي تكونت من 44 طالبًا لدراسة العلوم العسكرية والإدارية والطب والزراعة والتاريخ الطبيعي والمعادن والكيمياء والهيدروليكا وصب المعادن وصناعة الأسلحة والطباعة والعمارة والترجمة. تبع تلك الحملة حملة ثانية عام 1828 إلى فرنسا، وثالثة عام 1829 إلى فرنسا وإنجلترا والنمسا، ورابعة تخصصت في العلوم الطبية فقط عام 1832. وشهد عام 1844، أكبر تلك البعثات العلمية والتي أرسلت إلى فرنسا، وعرفت باسم «بعثة الأنجال» لأنها ضمت 83 طالبًا بينهم اثنين من أبناء محمد علي واثنين من أحفاده. كان إجمالي عدد تلك البعثات تسع بعثات، ضمت 319 طالبًا وبلغ إجمالي ما أنفق عليهم 303,360 جنيه. كما أمر محمد علي بتوجيه ثلاث حملات بقيادة البكباشي سليم القبطان أعوام 1839، 1840، و1841 لاستكشاف منابع النيل. كان لتلك الحملات الفضل الكبير في استكشاف تلك المناطق ومعرفة أحوالها.

#### المدارس العليا
أنشأ العديد من الكليات وكانت يطلق عليها آنذاك «المدارس العليا»، بدأها عام 1816، بمدرسة للهندسة بالقلعة لتخريج مهندسين يتعهدون بأعمال العمران.
وفي عام 1827، أنشأ مدرسة الطب في أبي زعبل بنصيحة من كلوت بك للوفاء باحتياجات الجيش من الأطباء، ومع الوقت خدم هؤلاء الأطباء عامة الشعب، ثم ألحق بها مدرسة للصيدلة، وأخرى للقابلات (الولادة) عام 1829. ثم أنشأت مدرسة المهندسخانة في بولاق للهندسة العسكرية، ومدرسة المعادن في مصر القديمة عام 1834، ومدرسة الألسن في الأزبكية عام 1836، ومدرسة الزراعة بنبروه عام ومدرسة المحاسبة في السيدة زينب عام 1837، ومدرسة الطب البيطري في رشيد ومدرسة الفنون والصنائع عام 1839، وقد بلغ مجموع طلاب المدارس العليا نحو 4,500 طالب.

#### المدارس الابتدائية
لما تقدمت المدارس العليا واتسع نطاقها، قرر محمد علي إنشاء «ديوان المدارس» عام 1837، وعهد بإدارته إلى بعض أعضاء البعثات العائدين لمصر، لتنظيم التعليم بالمدارس. قرر هذا الديوان توسيع قاعدة التعليم في مصر، فوضع لائحة لنشر التعليم الابتدائي، نصت على ضرورة إنشاء 50 مدرسة ابتدائية، وهو ما وافق عليه محمد علي، وأمر بإنشائها على أن يكون 4 منها بالقاهرة وواحدة بالإسكندرية تضم كل منها 200 تلميذ، والباقي توزع على مختلف الأقاليم وتضم كل منها 100 تلميذ.

### اقتصاديًا
لكي يحقق محمد علي الاستقلال السياسي، كان في حاجة إلى إنماء ثروة البلاد وتقوية مركزها المالي، لذا عمد إلى تنشيط النواحي الاقتصادية لمصر، واستخدم لتحقيق ذلك عشرات الآلاف من العمال المصريين الذين عملوا في تلك المجالات بالسخرة.

#### الصناعة
بني محمد علي قاعدة صناعية لمصر، وكانت دوافعه للقيام بذلك في المقام الأول توفير احتياجات الجيش، فأنشأ مصانع للغزل والنسيج ومصنعا للجوخ في بولاق ومصنعا للحبال اللازمة للسفن الحربية والتجارية ومصنعا للأقمشة الحريرية وآخر للصوف ومصنعا لنسيج الكتان ومصنع الطرابيش بفوه، ومعمل سبك الحديد ببولاق ومصنع ألواح النحاس التي كانت تبطن بها السفن، ومعامل لإنتاج السكر، ومصانع النيلة والصابون ودباغة الجلود برشيد ومصنعا للزجاج والصيني ومصنعا للشمع ومعاصر للزيوت. كما كان لإنشاء الترسانة البحرية دورًا كبيرًا في صناعة السفن التجارية.

#### الزراعة
اهتم محمد علي بالزراعة، فاعتنى بالريّ وشق العديد من الترع وشيّد الجسور والقناطر. كما وسّع نطاق الزراعة، فخصص نحو 3,000 فدان لزراعة التوت للاستفادة منه في إنتاج الحرير الطبيعي، والزيتون لإنتاج الزيوت، كما غرس الأشجار لتلبية احتياجات بناء السفن وأعمال العمران. وفي عام 1821، أدخل زراعة صنف جديد من القطن يصلح لصناعة الملابس، بعد أن كان الصنف الشائع لا يصلح إلا للاستخدام في التنجيد.

#### التجارة
بعد أن ازدادت حاصلات مصر الزراعية وخاصة القطن، اتسع نطاق تجارة مصر الخارجية. كما لعب إنشاء الأسطول التجاري وإصلاح ميناء الإسكندرية وتعبيد طريق السويس-القاهرة وتأمينه لتسيير القوافل، دورًا في إعادة حركة التجارة بين الهند وأوروبا عن طريق مصر، فنشطت حركة التجارة الخارجية نشاطًا عظيمًا، حتى بلغت قيمة الصادرات 2,196,000 جنيه والواردات 2,679,000 جنيه عام 1836.

### إداريًا

#### نظام الحكم

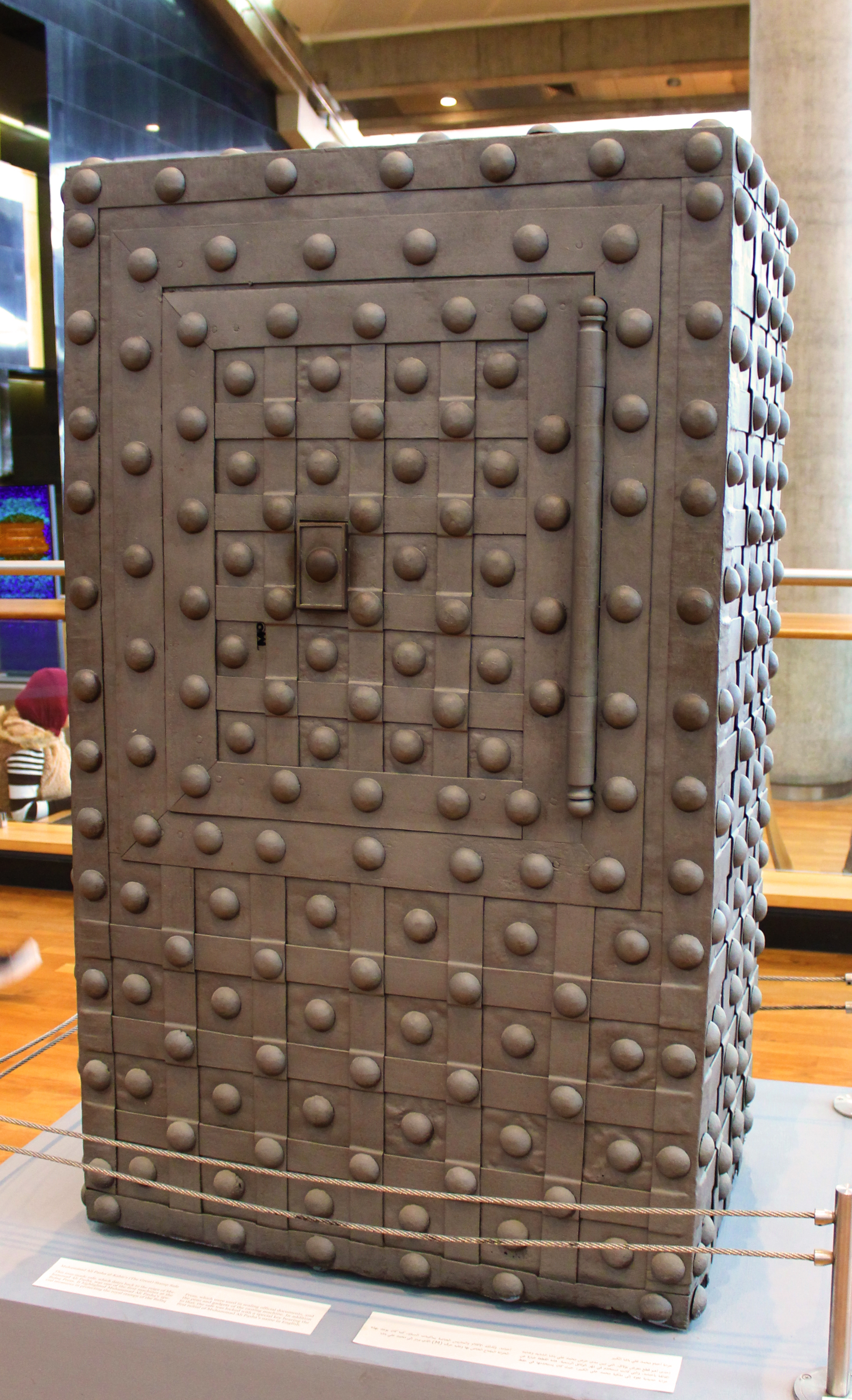
خزانة أختام محمد علي باشا، محفوظة اليوم في مكتبة الإسكندرية.

حكم محمد علي مصر حكمًا أوتوقراطيًا مع ميل لاستشارة بعض المقربين قبل إبرام الأمور، إلا أنه اختلف عن الحكم الاستبدادي للمماليك في أنه كان يخضع لنظام إداري بدلاً من الفوضى التي سادت عصر المماليك. فقد أسس محمد علي مجلسًا حكوميًا عرف باسم «الديوان العالي» مقره القلعة يترأسه نائب الوالي محمد علي، ويخضع لسلطة هذا الديوان دواوين تختص بشؤون الحربية والبحرية والتجارة والشؤون الخارجية والمدارس والأبنية والأشغال. كما أسس مجلسًا للمشورة يضم كبار رجال الدولة وعدد من الأعيان والعلماء، ينعقد كل عام ويختص بمناقشة مسائل الإدارة والتعليم والأشغال العمومية. وفي عام 1837، وضع محمد علي قانونًا أساسيًا عرف بقانون «السياستنامة»، يحدد فيه سلطات كل ديوان من الدواوين الحكومية.

#### التقسيم الإداري
قسّم محمد علي مصر إلى سبع مديريات أربعة في الوجه البحري وهي الأولى ضمت البحيرة والقليوبية والجيزة والثانية المنوفية والغربية والثالثة الدقهلية والرابعة الشرقية، وواحدة في مصر الوسطى وشملت بني سويف والفيوم والمنيا، واثنتان في مصر العليا الأولى من جنوب المنيا إلى شمال قنا والثانية من قنا إلى وادي حلفا، إضافة إلى خمس محافظات وهي القاهرة والإسكندرية ورشيد ودمياط والسويس.

#### النظام المالي

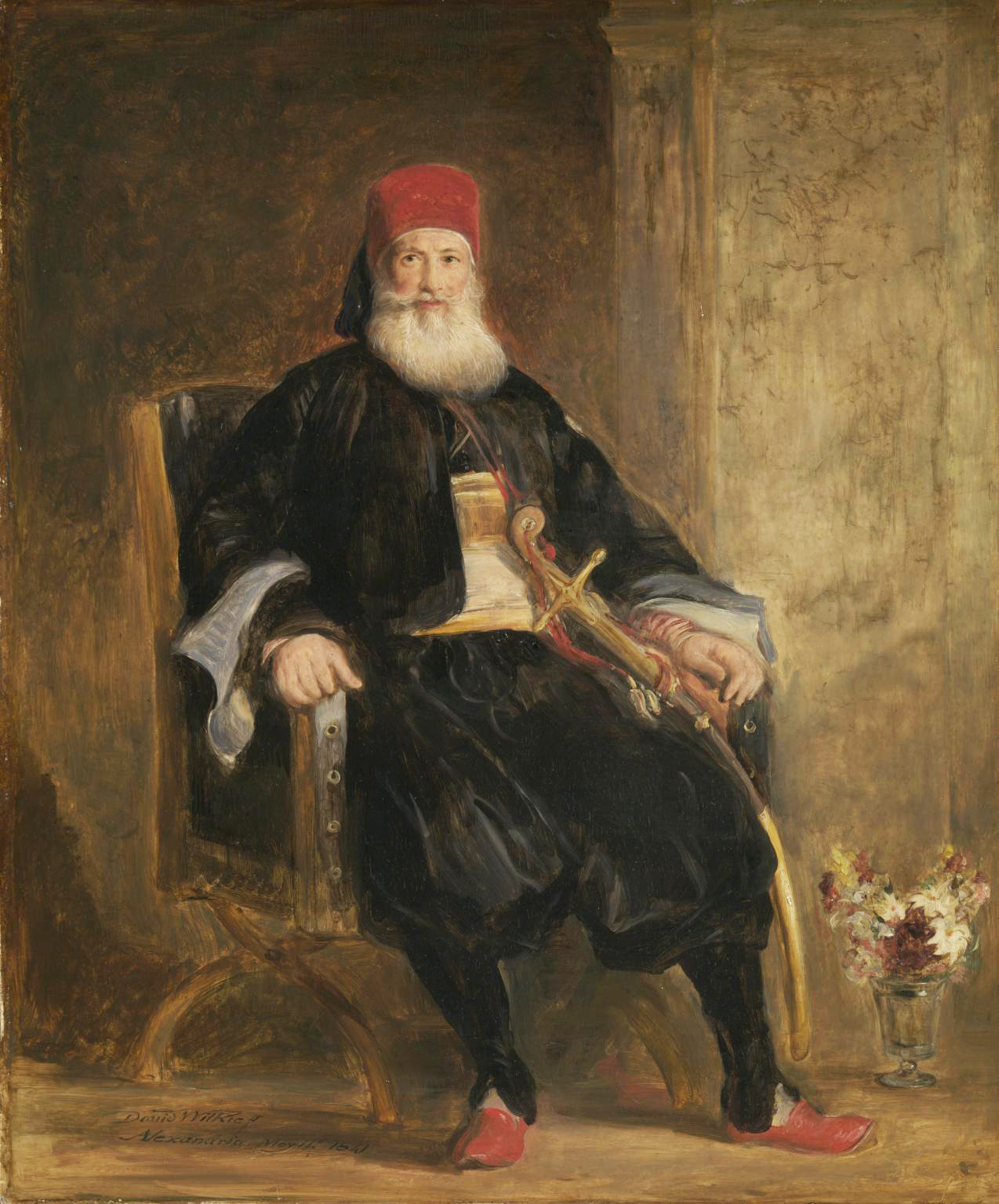
لوحة لمحمد علي باشا، بريشة السير دايڤيد ولكي.

ألغى محمد علي نظام «الالتزام» الذي كان يسمح لبعض الأفراد الذين يسمون بالملتزمين بدفع حصص الضرائب على بعض القرى، ويخوّل لهم جمعها بمعرفتهم، مما كان يرهق المزارعين لأنهم عادةً ما كانوا يجبوا تلك الأموال بقيمة أكثر مما دفعوه. إلا أنه استبدل هذا النظام بنظام «الاحتكار» الذي جعل من محمد علي المالك الوحيد لأراضي القطر المصري، وبذلك ألغى الملكية الفردية للأراضي. كما أجهد محمد علي الشعب بالضرائب التي كان يفرضها على الشعب، كلما احتاج لتمويل أحد حملاته أو مشاريعه دون نظام محدد، شملت تلك الضرائب، الضرائب المفروضة على الأراضي والمزروعات والأفراد والماشية. وكما احتكر محمد علي الأراضي والزراعة، احتكر أيضًا الصناعة والتجارة، مما جعل منه المالك الوحيد لأراضي مصر، والتاجر الوحيد لمنتجاتها، والصانع الوحيد لمصنوعاتها.

### عمرانيًا

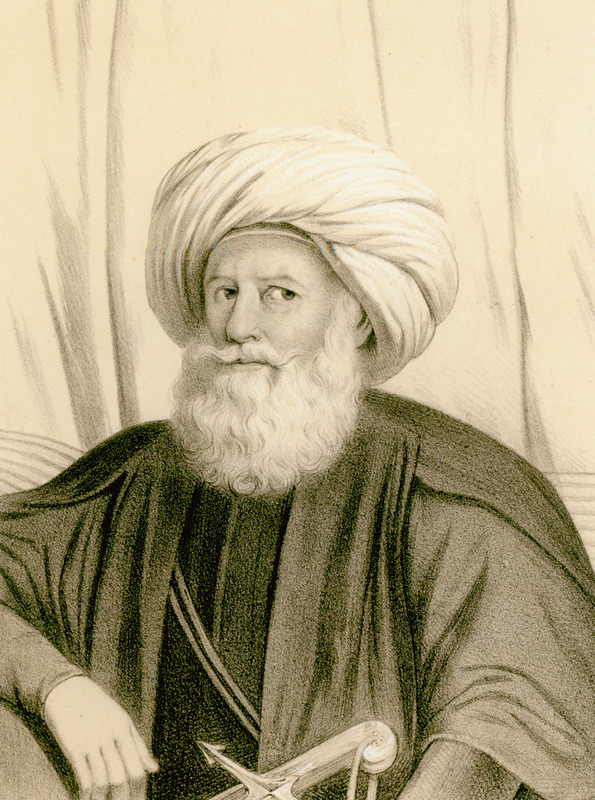
رسم محمد علي – بريشة إستورميل جوزيف د كونت – 1848

اهتم محمد علي ببعض النواحي العمرانية التي تخدم دولته الناشئة، فأسس المدن مثل الخرطوم وكسلا، وأقام القلاع للدفاع عن الثغور وعاصمة البلاد، كما شيّد فنارا لإرشاد السفن في رأس التين بالإسكندرية. وعني أيضًا ببناء القصور ودور الحكومة، وأنشأ دفترخانة لحفظ الوثائق الحكومية، ودار للآثار بعدما أصدر أمرًا بمنع خروج الآثار من مصر، وعبّد الطرق التجارية ونظّم حركة البريد وجعل له محطات لإراحة الجياد.

### اجتماعيًا
تدرّج المجتمع في عهد محمد علي إلى عدة طبقات اجتماعية أعلاها الطبقة الحاكمة التي ضمت أسرة محمد علي وكبار رجاله وموظفي الدولة من المتعلمين في المدارس والمبتعثين للخارج، ثم طبقة العلماء والأعيان فالمزارعين وعمال المصانع والعربان والرقيق من اليونانيين الذين أسروا في حرب المورة والجواري الشركسيات والحبشيات والسودانيات اللاتي كن يخدمن في بيوت الأثرياء. وقد ارتفع تعداد السكان في عهد محمد علي من 2,514,400 نسمة عام 1823، إلى 4,476,440 نسمة عام 1845. وكان محمد علي باشا متسامحًا واسع الأفق في الشؤون الدينية،(11) فقرَّب إليه المسيحيين كما المسلمين، واستعان بهم في حكمه وأدخلهم في حاشيته.

## نهاية محمد علي باشا

### سنواته الأخيرة

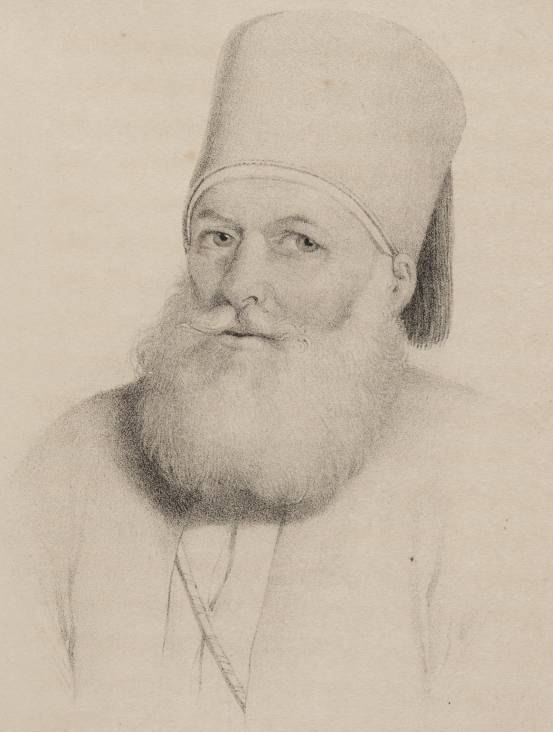
رسم لمحمد علي باشا من سنواته الأخيرة، وبالتحديد من عام 1841.

بعد انسحاب الجنود المصرية من بلاد الشام وفصل الأخيرة عن مصر وعودتها لربوع الدولة العثمانية بدعم دولي كبير، وبعدما تبيّن أن فرنسا ليست مستعدة لخوض حرب في سبيل مصر أو واليها، أصيب محمد علي باشا بحالة من جنون الارتياب، وأخذ يُصبح مشوش التفكير شيئًا فشيئًا، ويُعاني من صعوبة في التذكّر، ومن غير المؤكد إن كان هذا نتيجة جهده الذهني خلال حرب الشام، أو حالة طبيعية نتيجة تقدمه بالسن، أو كان تأثير نترات الفضة التي نصحه أطباؤه بتعاطيها منذ زمن لعلاج نفسه من مرض الزحار.
ما زاد حالة محمد علي باشا سوءًا كانت المصائب التي حلّت بمصر وعليه شخصيًا في أواخر عمره، ففي سنة 1844 تبيّن لرئيس الديوان المالي شريف باشا، أن ديون الدولة المصرية قد بلغت 80 مليون فرنك، وأن المتأخرات الضريبية قد بلغت 14,081,500 قرشًا من الضريبة الإجمالية المقدرة بحوالي 75,227,500 قرش. وتخوّف الباشا من عرض الموضوع على محمد علي لما قد يكون له من وقع شديد عليه، فعرض المسألة على إبراهيم باشا الذي اقترح أن تقوم أحب شقيقاته إلى والده بنقل الخبر، إلا أن ذلك لم يكن له الأثر المرجو، فقد فاق غضب محمد علي ما توقعه الجميع، ولم يهدأ باله ويستكين خاطره إلا بعد مرور ستة أيام.
بعد عام من هذه الحادثة، أصيب إبراهيم باشا بالسل، واشتد عليه داء المفاصل، وأخذ يبصق دمًا عند السعال، فزاد ذلك من هموم محمد علي وحزنه، فأرسل ولده إلى إيطاليا للعلاج، على الرغم من أنه أدرك في قرارة نفسه أن ولده في عداد الأموات، ويتضح ذلك جليًا مما قاله للسلطان عندما زار الآستانة في سنة 1846، حيث عبّر عن خوفه من ضياع إنجازاته بسبب عدم كفاءة أحفاده لتحمّل مسؤولية البلاد والعباد، فقال: «ولدي عجوزٌ عليل، وعبّاس متراخ كسول، من عساه يحكم مصر الآن سوى الأولاد، وكيف لهؤلاء أن يحفظوها؟» بعد ذلك عاد محمد علي إلى مصر وبقي واليًا عليها حتى اشتدت عليه الشيخوخة، وبحلول عام 1848 كان قد أصيب بالخرف وأصبح توليه عرش الدولة أمرًا مستحيلاً، فعزله أبناؤه وتولّى إبراهيم باشا إدارة الدولة.

### وفاته

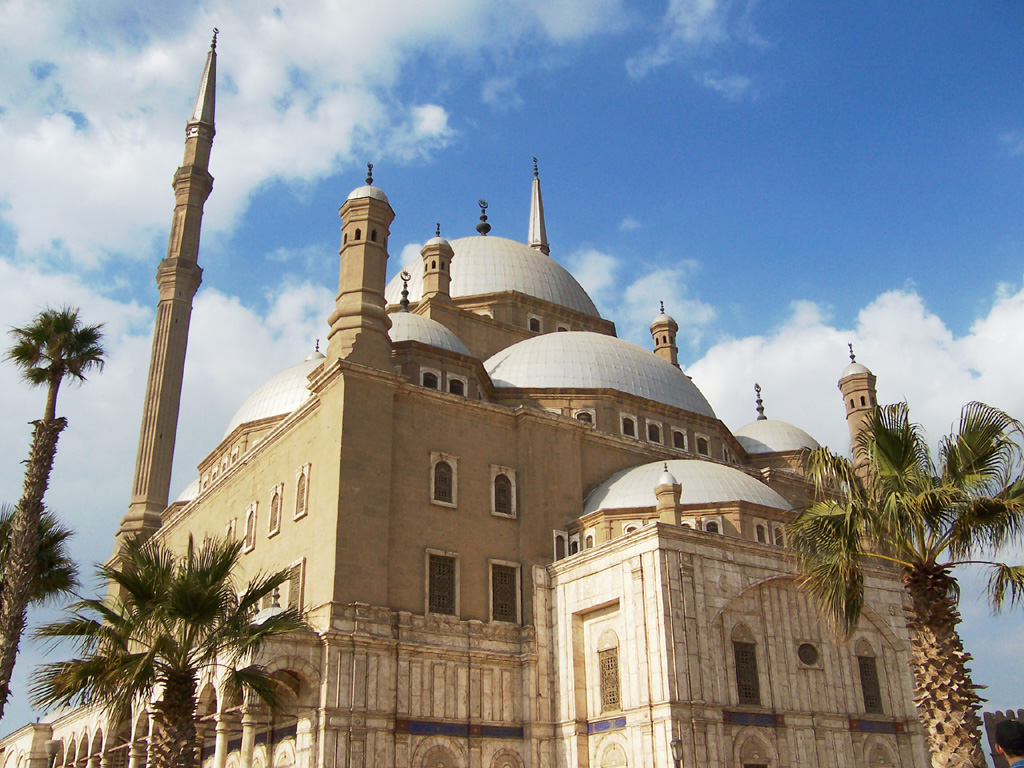
جامع محمد علي باشا في قلعة القاهرة، حيث يرقد

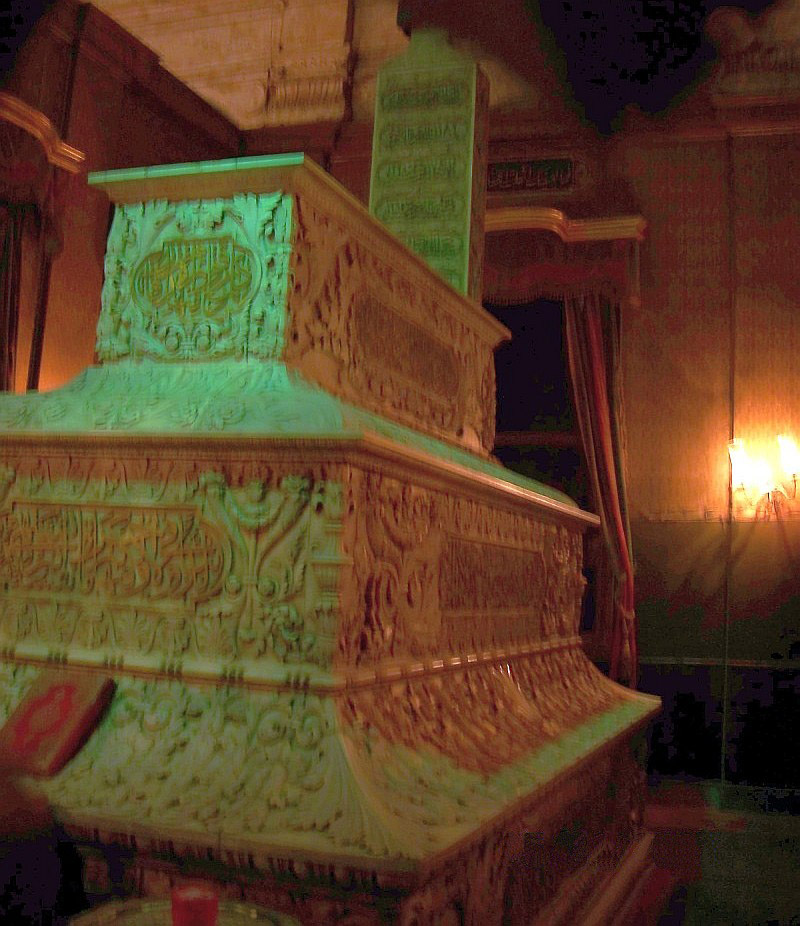
ضريح محمد علي باشا.

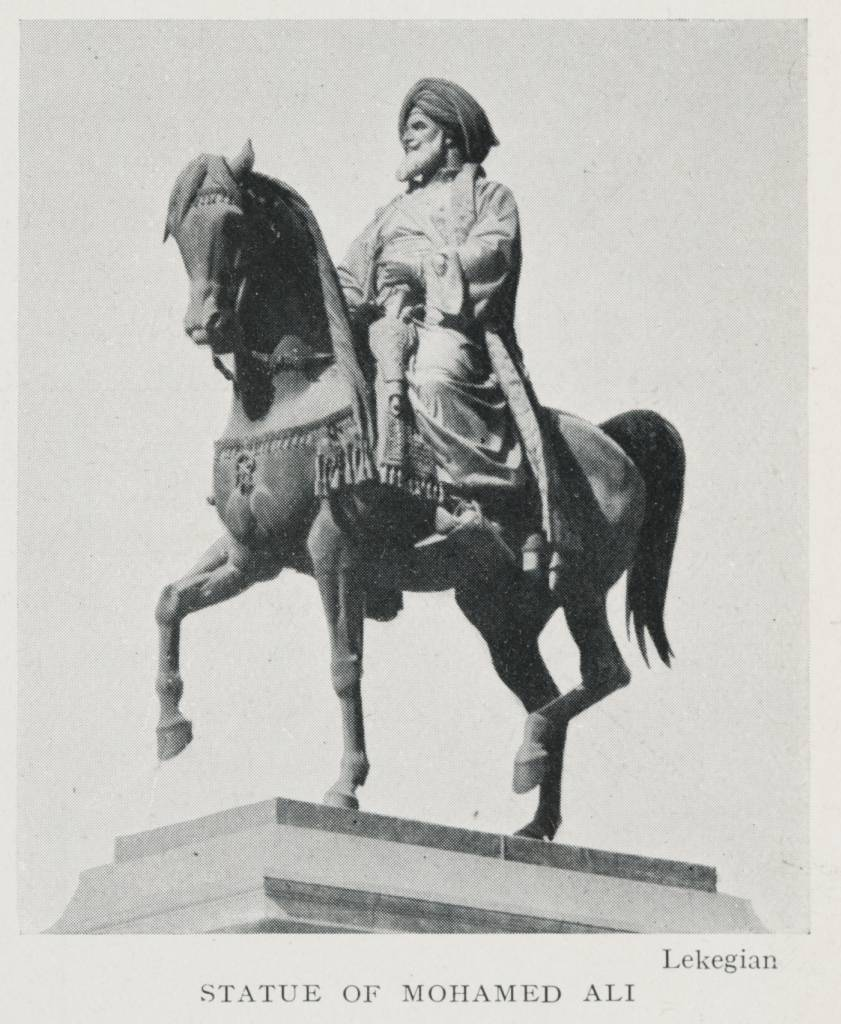
تمثال محمد علي باشا في ميدان المنشية بالإسكندرية.

حكم إبراهيم باشا مصر طيلة 6 أشهر فقط، قبل أن يتمكن منه المرض وتوافيه المنيّة في 10 نوفمبر/تشرين الثاني سنة 1848، فخلفه ابن أخيه طوسون، عبّاس حلمي. وبحلول هذا الوقت كان محمد علي باشا يُعاني من المرض أيضًا، وكان قد بلغ من الخرف حدًا لا يمكنه أن يستوعب خبر وفاة ابنه إبراهيم، فلم يُبلّغ بذلك. عاش محمد علي بضعة شهور بعد وفاة ولده، وتوفي في قصر رأس التين بالإسكندرية بتاريخ 2 أغسطس سنة 1849م، الموافق فيه 13 رمضان سنة 1265هـ، فنُقل جثمانه إلى القاهرة حيث دُفن في الجامع الذي كان قد بناه قبل زمن في قلعة المدينة. كانت جنازة محمد علي باشا معتدلة الحضور والمراسم، ويرجع ذلك بشكل كبير إلى الوالي عبّاس حلمي الذي طالما اختلف في الآراء والمشارب مع جدّه وعمّه إبراهيم، وكان يحمل له شيئًا من الضغينة. يقول القنصل البريطاني جون موراي، وهو من الأشخاص الذين شاركوا في تشييع محمد علي إلى مثواه الأخير: 
... كان الحضور في الجنازة حضورًا هزيلاً غثًا؛ كثير من القناصل والسفراء لم يُدعوا للمشاركة، ولم تُغلق الحوانيت ولا الدوائر الحكومية.. باختصار، يسود انطباع عام مفاده أن عبّاس باشا هو الجدير باللوم، فقد قلل من شأن جدّه وذكراه اللامعة، ولم يحترم ذكراه حق الاحترام، وكيف لا يكون ذلك وقد سمح أن يُقام مأتم هذا الرجل على هذا الشكل البائس وأهمل العناية به أشد الإهمال.

...إن تعلّق وتبجيل جميع طبقات المجتمع المصري لاسم محمد علي لهو مأتم أعظم شأنًا وأكثر شرفًا من أي جنازة أخرى يُقدمها له خلفاؤه. يتحدث الأهالي الكبار ممن يتذكر عن الفوضى والظلم الذي غرقت به البلاد قبل وصوله؛ ويُقارن الشباب حكمه بحكم خلفه المتقلّب والمتذبذب؛ كل طبقات الشعب من ترك وعرب، لا تتردد في قول أن مصر المزدهرة المتحضرة ماتت مع محمد علي...في واقع الأمر يا سيدي، لا يمكننا ولا يمكن لأحد أن ينكر، أن محمد علي، على الرغم من كل أخطائه، كان رجلاً عظيم الشأن.

### إرثه
إن أكثر النظريات السائدة عند المؤرخين وفي الأوساط العامّة، هي تلك التي تقول أن محمد علي باشا هو «والد مصر الحديثة»، كونه كان الحاكم الأول عليها، والذي استطاع تجريد الباب العالي من سلطته الفعليّة على البلاد، منذ الفتح العثماني لمصر عام 1517. وعلى الرغم من أنه فشل في تحقيق الانفصال التام لمصر عن الدولة العثمانية، إلا أنه وضع أسس الدولة المصرية الحديثة، التي تبلورت بعد وفاته. فمن خلال بناءه لجيش كبير وقوي يُدافع عن بلاده ويوسع رقعتها، أنشأ بيروقراطية مركزية ونظامًا تعليميًا سمح بحصول حراك اجتماعي في المجتمع المصري، وقاعدة اقتصادية واسعة تستند إلى الزراعة والصناعات العسكرية. وقد كان من شأن جهوده وأعماله هذه أن توطّد حكم ذريته لمصر والسودان طيلة 150 عامًا تقريبًا، كانت مصر فيها دولة تتمتع باستقلال ذاتي قانوني في ظل الدولة العثمانية، ومن ثم في ظل الحماية البريطانية.
يرى قسم آخر من الناس، أن محمد علي باشا لم يكن باني مصر الحديثة، وإنما هو أجنبي غازٍ مثله في ذلك مثل أي محتل آخر لأرض مصر، بدءًا من الفرس في عام 525 ق.م. وحجج أصحاب هذا الرأي تتمثل بعدّة نقاط، منها أن محمد علي لم يتكلم العربية أو يجعلها اللغة الرسمية في بلاطه، وإنما استعاض عنها بالتركية، كما أنه استغل ثروات مصر ومواردها البشرية لتحقيق مآربه الخاصة، وليس لتحقيق مصلحة البلاد وأهلها، وإنه أرهق المصريين بالضرائب وأعمال السخرة والتجنيد الإجباري. ومن أبرز المواضيع التي تجعل البعض يتحفّظ على عهد محمد علي باشا، قصة عزمه على هدم الهرم الأكبر واستخدام أحجاره الضخمة لبناء قناطر جديدة عند رأس دلتا النيل في منطقة شلقان، التي أصبحت فيما بعد القناطر الخيرية، والتي تراجع عنها بعد أن أقنعه المهندس الفرنسي لينان دو بلفون بعدم جدواها. على العموم تعتبر النظرة سالفة الذكر النظرة الأقل قبولاً عند المؤرخين وبالذات العرب منهم.

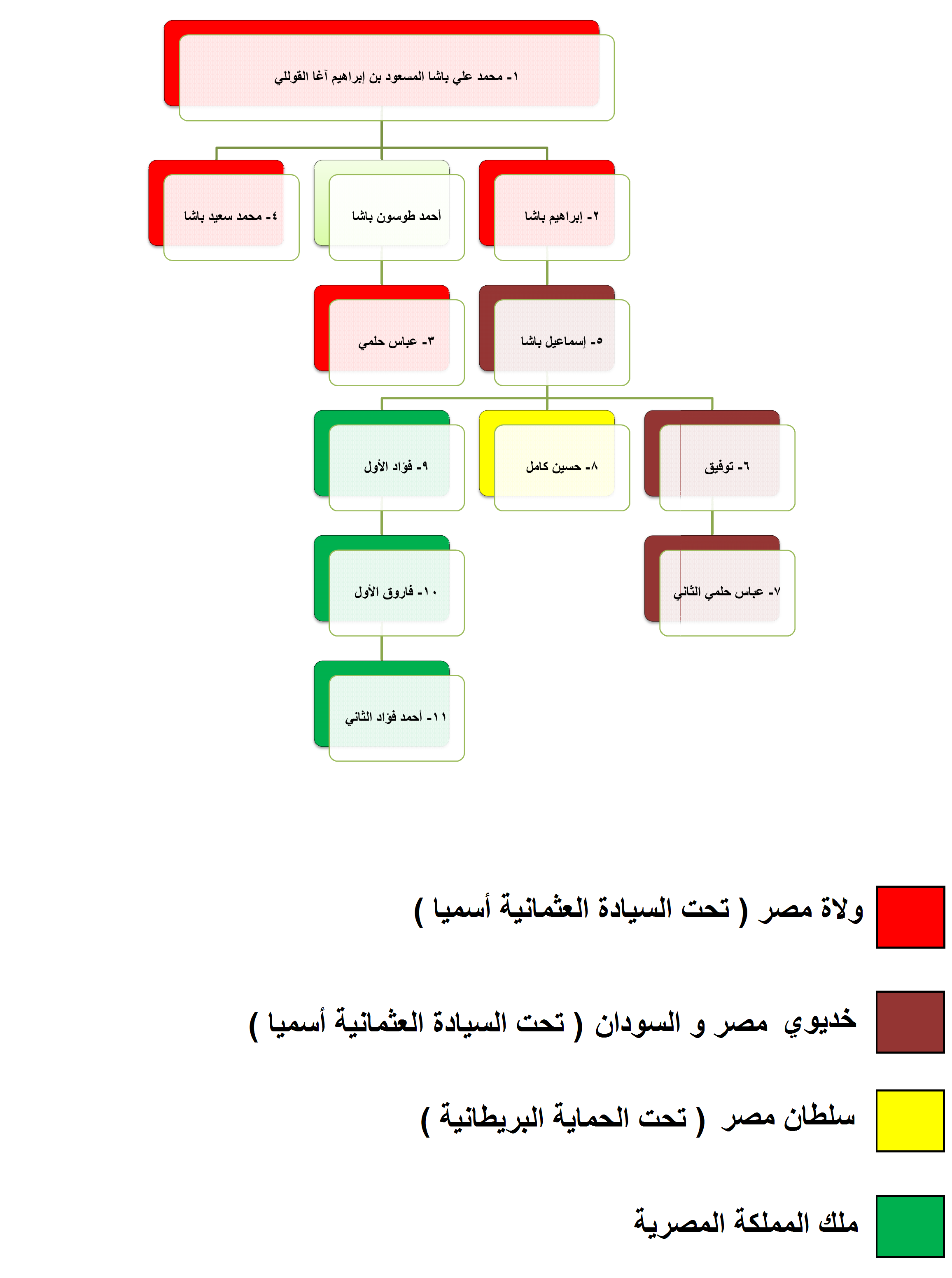

## زوجاته ومستولداته وأبناؤه
| الزوجة/المستولدة        | ألأبناء                                                                |
| ----------------------- | ---------------------------------------------------------------------- |
| أمينة هانم بنت علي باشا | إبراهيم باشا - أحمد طوسون باشا - إسماعيل باشا- توحيدة هانم- نازلي هانم |
| أوقمش قادين             | لا يوجد                                                                |
| أم نعمان                | نعمان بك                                                               |
| عين حياة قادين          | محمد سعيد باشا                                                         |
| ممتاز قادين             | حسين بك                                                                |
| ماهوش قادين             | علي صديق بك                                                            |
| نام شاز قادين           | محمد عبد الحليم                                                        |
| زيبة خديجة قادين        | محمد علي باشا الصغير                                                   |
| شمس صفا قادين           | فاطمة هانم - رقية هانم                                                 |
| شمع نور قادين           | زينب هانم                                                              |
| نايلة قادين             | لا يوجد                                                                |
| كلفدان قادين            | لا يوجد                                                                |
| قمر قادين               | لا يوجد                                                                |

تزوّج محمد علي باشا امرأتين: كانت الأولى أمينة هانم وهي بنت علي باشا الشهير بمصرلي من أهالي قرية نصرتلي ورُزق منها خمسة أولاد، ثلاثة أنجال وبنتين وهم: إبراهيم باشا، أحمد طوسون باشا، إسماعيل باشا، توحيدة هانم، ونازلي هانم. أما امرأته الثانية فهي ماه دوران هانم، المعروفة باسم «أوقمش قادين»، ولم يرزق منها أولادًا.
كذلك كان لمحمد علي عدد من المستولدات، وهنّ ما ملكته يمينه وفقًا للشريعة الإسلامية، كالجواري أو الإماء. أما مستولداته فهن: أم نعمان وقد رُزق منها نعمان بك، عين حياة قادين وقد رُزق منها محمد سعيد باشا، ممتاز قادين وقد رُزق منها حسين بك، ماهوش قادين وقد رُزق منها علي صديق بك، نام شاز قادين وقد رُزق منها محمد عبد الحليم، زيبة خديجة قادين وقد رُزق منها محمد علي باشا الصغير، شمس صفا قادين وقد رُزق منها بنتين: فاطمة هانم ورقية هانم، شمع نور قادين وقد رُزق منها زينب هانم. بالإضافة إلى نايلة قادين وكلفدان قادين وقمر قادين، اللواتي لم يُرزق منهن بأولاد.

### حواش
- 1 الدلاة تعني المجانين، هم جنود أكراد اشتهروا بالبسالة والتهور، لذا عرفوا بهذا الاسم.
- 2 الكيس يعادل 500 قرش عثماني.
- 3 كانت الإسكندرية حتى ذلك الحين تخضع للسلطان مباشرة ويرسل لها حكام مثلها مثل الثغور، ولا تخضع لسلطة والي مصر.
- 4 عندما سمع أمين بك أصوات الرصاص، هرع إلى سور القلعة، ولكز جواده بضربة عنيفة، فهوى به من ذلك الارتفاع، وقبل أن يصل الحصان إلى الأرض قفز من فوق ظهر الحصان فنجا من الموت. فر أمين بك بعد ذلك، واستجار بالأمير بشير الشهابي في لبنان. كما كان أمين بك هذا هو الملهم لجرجي زيدان لكتابة روايته «المملوك الشارد».
- 5 حين علم محمد علي بانتقاد الغرب لحادثة مذبحة القلعة، التي عدوها عملاً منافيًا للإنسانية. صرح بأنه يبغي رسم صورة يضع فيها مذبحة المماليك بجانب الاغتيال الذي دبّره نابليون بونابرت للدوق «دانجان» حيث اتهمه ظلمًا بالتآمر عليه، وأمر بقتله بعد محاكمة صورية.
- 6 ظهرت الدعوة الوهّابية في شبه الجزيرة العربية حوالي منتصف القرن الثامن عشر على يد زعيمها الشيخ محمد بن عبد الوهاب، فنُسبت إليه وسُمي أتباعه بالوهّابيين. استمد محمد بن عبد الوهاب دعوته من طريقة الإمام ابن تيمية، فالمذهب الوهّابي هو في أصوله المذهب الحنبلي، والفكرة التي دعا إليها ابن عبد الوهاب فكرة صالحة في جوهرها، لكن بعض الباحثين وعلماء الشريعة يرون أنه غالى فيها وتشدد حتى أضحى أساسها تكفير كل من لم يأخذ بها، وإنه من هنا جاءت تسمية الوهّابيين للمخالفين لهم «مشركين». وقد ردّ الشيخ محمد بن عبد الوهاب وأتباعه من بعده على ذلك بعدّة أقوال، أبرزها أنه لم يُكفّر إلا المشركين، ولم يحصل أن كفّر بالظن، والموالاة، أو كفّر الجاهل الذي لم تقم عليه الحجة، وإن من يقولون بذلك إنما يريدون تنفير الناس عن دين الله ورسوله.
- 7 كانت الإمبراطورية الروسية أشد الدول الأوروبية قلقًا، فقد نظرت بعين الخوف والقلق إلى تقدم الجيش المصري واقترابه من الآستانة، وخشيت من اتساع نفوذ محمد علي باشا حتى المضائق والبحر الأسود، فيصبح بوسعه تأسيس دولة قوية تقوم على أنقاض السلطنة العثمانية المتداعية، ويتعارض ذلك مع سياستها تجاه هذه السلطنة التي كانت قد قررتها في عام 1829 في الاجتماع الموسع الذي عقده القيصر نيقولا الأول عقب توقيع معاهدة أدرنة، والقاضية بعدم تقسيم أراضيها.
- 8 كان الساسة البريطانيون أقرب إلى التردد في اختيار الموقف الذي يخدم سياسة بلدهم، لذلك لم يعطوا في البداية الأزمة المصرية الأهمية اللازمة، وبخاصة أنهم رفضوا طلب السلطان بمد يد المساعدة، وكان موقفهم هذا أقرب إلى مصالح محمد علي باشا منه إلى مصالح السلطان. أما المسألة البلجيكية فهي في جوهرها حركة استقلال قومي عن هولندا تدخلت فيها فرنسا بحجة ضم بلجيكا أو جزء منها، الأمر الذي عارضته بريطانيا، لأن من شأن ذلك أن يخل بالتسوية الإقليمية التي أقرّتها معاهدة ڤيينا عام 1815. وقد رأى وزير الخارجية البريطاني آنذاك، أن بلجيكا يمكن إذا ما تحولت إلى دولة أن تُستخدم درعًا ضد بريطانيا من قبل فرنسا. ولم تُحل هذه القضية إلا في 19 أبريل سنة 1839 وفقًا لمعاهدة وقعتها الدول الخمس الكبرى أقرّت باستقلال بلجيكا.
- 9 كان لدى سكان بلاد الشام من الدوافع ما حملهم فعلاً على إعلان الثورة على الحكم المصري بفعل إجرائاته التي لم يعهدوها من قبل. فعلى الرغم من أن الشوام استقبلوا إبراهيم باشا استقبال المحرر المنقذ من الولاة العثمانيين وظلمهم، إلا أنه بعد استقرار الحكم المصري رأوا فيه احتلالاً مفروضًا عليهم، خصوصًا بعد أن قام إبراهيم باشا بزيادة الضرائب بسبب النفقات الباهظة للجيش المصري، على نحو لم يعرفه الناس قبلاً، فقد كان الشوام يدفعون في عهد واليي عكا العثمانيين، سليمان باشا وعبد الله باشا، مليونين ونصف مليون قرش ضريبة سنوية، فأصبحوا في أواخر عهد إبراهيم باشا يدفعون أكثر من ثلاثة أضعاف هذا المبلغ، أي ما يُقارب ثمانية ملايين ونصف مليون قرش. أضف إلى ذلك أن حكم إبراهيم باشا ظل عسكريًا بسبب خوف والده محمد علي من عودة العثمانيين لاسترجاع الشام، ففُرض التجنيد الإجباري على الناس، وسُخروا في شق الطرقات وترميم الحصون واستخراج المعادن.
- 10 جرت المباحثات في جو أقرب إلى التشنج. وعرض صارم أفندي أن يضم محمد علي كل بلاد الشام الجنوبية بدون أن يُطبق على هذا الجزء مبدأ الوراثة شأن مصر وشبه الجزيرة العربية، في حين أصرّ محمد علي من جهته على الانفصال والاستقلال بمصر وبلاد الشام.
- 11 من الوقائع التي تدل على تسامح محمد علي مع غير المسلمين، وبشكل خاص المسيحيين، المرسوم الذي أصدره ليهدئ من روع رهبان دير القديسة كاترين في سيناء بعدما تمركزت قوّات كبيرة العدد من الجيش المصري في شبه الجزيرة تلك، خلال عهد الحروب مع الوهّابيين، وقد جاء فيه: «صدر المرسوم الشريف الواجب القبول والتشريف والاتباع عن ديوان مصر المحروسة إلى قدوة الملة المسيحية وعمدة الطائفة العيسوية الرهبان سكان الدير بجبل سيناء ختمت عواقبهم بالخير والرشاد تحيطون علمًا أنه قد طرق مسامعنا حاصل عندكم خوف وزعل بخصوص قدوم العساكر المرسلة إلى الحجاز، والحال أننا لا نرضى إلاّ كامل راحتكم واستراحتكم في محل مواطنكم بالدير بجبل سيناء وتكونوا مطمئنين ومستريحين من هذا القبيل وعليكم أمان الله تعالى وأمان رسوله ثم أماننا السعيد. ولم تخشوا من شيء جملة كافية ولا أحد يعترض لكم بوجه من الوجوه ويكون لكم الحماية والصيانة في ديركم محل وطنكم بجبل سيناء ولم تهتموا من شيء مطلقًا، فبناء على ذلك أصدرنا هذا المرسوم الشريف عند وصوله إليكم يكون العمل بمضمونه وبمقتضاه واعتمدوه غاية الاعتماد».
- تحوي هذه المقالة معلومات مترجمة من الطبعة الحادية عشرة لدائرة المعارف البريطانية لسنة 1911 وهي الآن ضمن الملكية العامة.

## وصلات خارجية
- مادة وثائقية عن محمد علي من قناة الجزيرة على يوتيوب
- شكوك حول أصول محمد علي الألبانية، من جريدة الاتحاد، بقلم الدكتور محمد علي الصويركي.
- بيت محمد علي (الباشاوات - الخديويات- السلاطين- ملوك مصر): تاريخ الحُكّام والسُلالات الحاكمة.
- صورة وصفية لحياة محمد علي، باشا مصر وسوريا والجزيرة العربية

| المناصب السياسية      | المناصب السياسية                             | المناصب السياسية  |
| --------------------- | -------------------------------------------- | ----------------- |
| سبقه أحمد خورشيد باشا | والي مصر والسودان 17 مايو 1805 - 2 مارس 1848 | تبعه إبراهيم باشا |